# Batalla de Galípoli
La batalla de Galípoli o batalla de los Dardanelos se libró en la península turca de Galípoli en 1915, durante la Primera Guerra Mundial. La campaña se conoce en Turquía con el nombre de Çanakkale Savaşlari (Guerra de Çanakkale). En el Reino Unido se le llama «Campaña de los Dardanelos», mientras que en Australia, Nueva Zelanda y el resto del mundo se la conoce como la «Batalla de Galípoli».
La batalla se inició en febrero de 1915 con un bombardeo masivo desde buques de guerra británicos y franceses contra los fuertes otomanos que defendían el estrecho, y que fracasó principalmente debido a la presencia de minas en el mar, colocadas por los militares turcos. Este fracaso promovió entre mandos y gobiernos la necesidad de una operación combinada, en forma de desembarco, entre británicos y franceses con el fin de conquistar la capital otomana de Estambul (la antigua Constantinopla). El control de los estrechos permitiría a Francia y el Reino Unido revitalizar al Imperio ruso y encerrar a los imperios centrales. Los rusos necesitaban urgentemente armamento para enfrentarse a los imperios centrales que le hacían frontera: el Imperio alemán, el Imperio austrohúngaro y el Imperio otomano.
Esta idea, defendida sobre todo por Winston Churchill, se iniciaría con el desembarco cerca de Galípoli, pero los aliados no consiguieron penetrar por sorpresa en el territorio otomano y fracasaron en las sucesivas ofensivas, con un resultado de unas 250 000 bajas por cada uno de los dos bandos.

## Antecedentes
El 27 de octubre de 1914, dos antiguos barcos de guerra alemanes, ya otomanos, el Yavûz Sultân Selîm y el Midilli, que aún mandaban oficiales alemanes, realizaron una incursión en el mar Negro en la que bombardearon el puerto ruso de Odesa y hundieron varios navíos. El 31 del mes, los otomanos entraron en guerra y emprendieron la campaña del Cáucaso contra el Imperio Ruso. En represalia, los británicos bombardearon los fuertes otomanos en Galípoli, invadieron Mesopotamia y sopesaron la conveniencia de abrirse paso por los Dardanelos.

### La estrategia de los Aliados y los Dardanelos

Acceso por mar al Imperio otomano a través de los Dardanelos. El mapa muestra los dos estrechos que separan el mar Egeo del mar Negro: el de los Dardanelos, al sur, y el del Bósforo al norte. Entre ambos se sitúa el mar de Mármara.

Los británicos comenzaron por sopesar la idea de desembarcar en Alejandreta según el plan de 1914 de Boghos Nubar antes de estudiar la campaña en los Dardanelos. El ataque contra Alejandreta, que preparó el secretario de Estado para Guerra, el conde y mariscal de campo Herbert Kitchener, pretendía cortar las comunicaciones entre la capital otomana y el Levante y Egipto. Alejandreta era una zona con población cristiana y centro ferroviario importante: la conquista de la ciudad hubiese permitido a los Aliados separar en dos el imperio. El vicealmirante sir Richard Peirse, de la Flota del Índico, ordenó al capitán Frank Larkin del Doris que zarpase a Alejandreta el 13 de diciembre de 1914. El crucero ruso Askold y el francés Requin también se dirigieron al mismo destino. Kitchener siguió perfilando la operación hasta marzo de 1915, que incluía la incitación a que los árabes se rebelasen contra las autoridades otomanas. Pero finalmente la operación se desechó, puesto que Francia carecía de los recursos necesarios para llevarla a cabo y no deseaba que el Reino Unido interviniese en una región que pertenecía a su zona de influencia y que el Reino Unido había reconocido como tal en 1912.
A finales de 1914 había concluido en el frente occidental la contraofensiva francobritánica en el Marne y belgas, británicos y franceses habían sufrido copiosas bajas en la primera batalla de Ypres. La guerra de movimientos había dejado paso a la de trincheras. Alemania y Austria-Hungría habían cortado la comunicación por tierra con Rusia. Tanto el mar Blanco como el de Ojotsk se helaban en invierno y además quedaban lejos del frente oriental; el mar Báltico estaba bloqueado por la marina alemana y la entrada del mar Negro la dominaba el Imperio otomano. Mientras este permaneció neutral, los Aliados occidentales siguieron enviando suministros a Rusia por los Dardanelos, pero incluso antes de entrar en guerra, el imperio había cerrado los estrechos; en noviembre de 1914, comenzó a minarlos.
El ministro de Justicia francés, Aristide Briand, propuso en noviembre atacar al imperio, pero su sugerencia fue rechazada; el intento británico de sobornar a los dirigentes imperiales para que se uniesen a la Entente fracasó. Ese mismo mes, Winston Churchill, primer lord del Almirantazgo, abogó por acometer al enemigo en los Dardanelos, basando su plan en informes erróneos sobre la cantidad de fuerzas enemigas en la zona del estrecho. Churchill deseaba emplear para ello vetustos acorazados que no podían ya hacer frente a la Flota de Alta Mar alemana, junto con un pequeño contingente de tropas de tierras. También esperaba que el plan atrajese al bando de la Entente tanto Bulgaria como Grecia (antiguos territorios otomanos). El 2 de enero de 1915, el gran duque Nicolás solicitó la ayuda británica contra los otomanos, que estaban acometiendo a sus fuerzas en el Cáucaso. Así, la campaña de Galípoli nació como una maniobra de distracción que debía atraer parte de las tropas enemigas destinadas al frente caucásico.

## Operaciones navales

### Intentos de romper el bloqueo de los estrechos

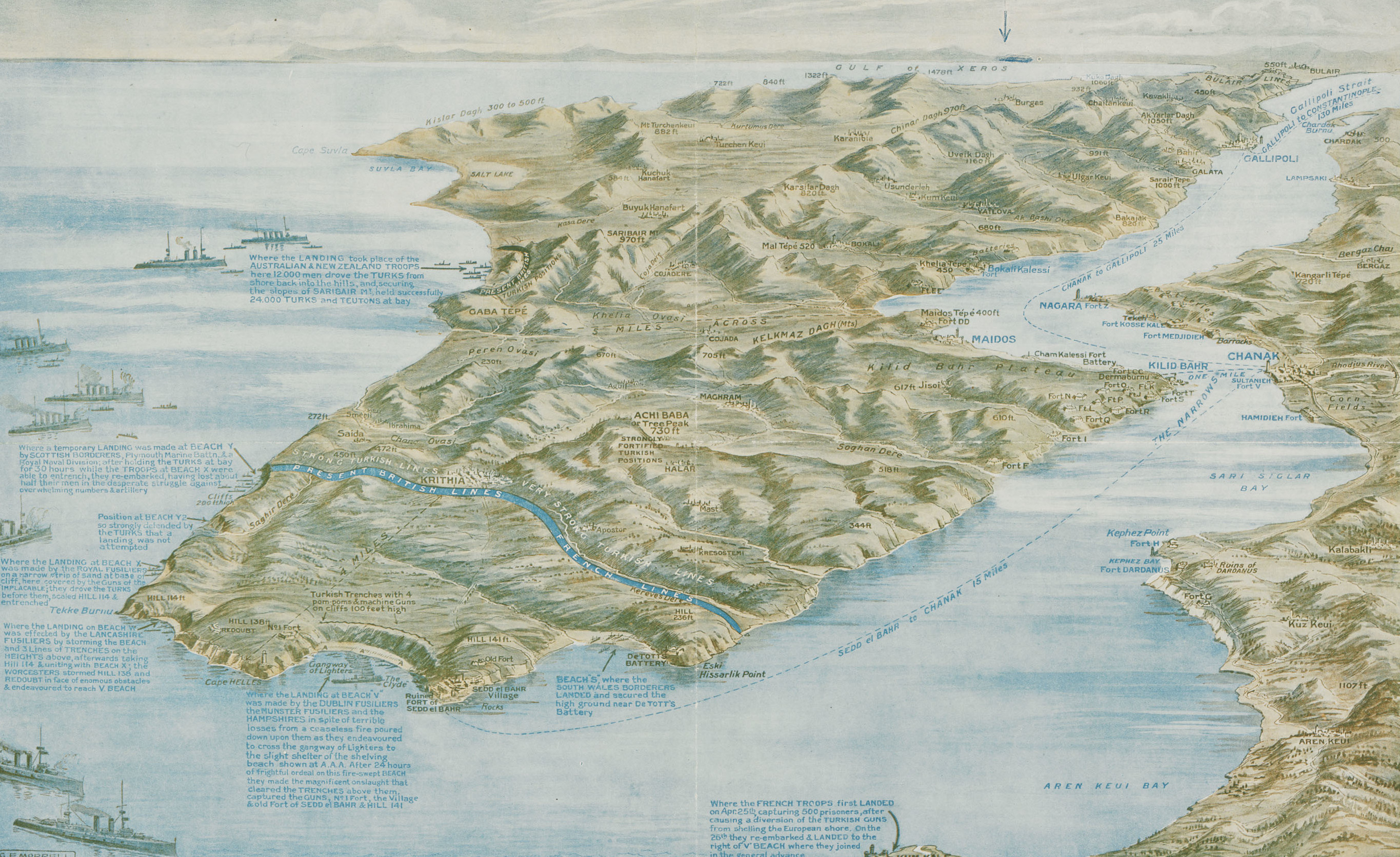
Mapa en perspectiva de los Dardanelos. En primer plano, el extremo de la península de Galípoli, el cabo Heles, uno de los lugares donde desembarcaron las tropas aliadas.

El 17 de febrero de 1915, un hidroavión británico del HMS Ark Royal hizo un vuelo de reconocimiento de los estrechos del mar de Mármara. El primer ataque contra los Dardanelos comenzó dos días después: una escuadra conjunta anglo-francesa de la que formaba parte el acorazado británico Queen Elizabeth bombardeó las baterías costeras otomanas. 
El 20 de febrero de 1915, el Almirantazgo británico anunció el inicio de las operaciones con la siguiente nota:

《Ayer, a las 8 de la mañana, una escuadra británica compuesta de acorazados y cruceros, una flotilla de torpederos y una fuerte escuadra francesa, todas bajo la dirección del Almirante Carden, emprendieron un ataque sobre las fortificaciones situadas a la entrada de los Dardanelos.》(...)
Almirantazgo

Los británicos tenían la intención de usar ocho aviones del Ark Royal para orientar el bombardeo, pero las adversas condiciones climáticas hicieron que solo se pudiese utilizar uno de ellos, un Short Type 136. El mal tiempo de los primeros días retrasó las operaciones, pero para el 25 de febrero los fuertes exteriores habían sido sometidos y la entrada del estrecho estaba libre de minas.
Durante esta primera semana de la operación, los aliados no tuvieron más bajas que un muerto y tres heridos, calculándose en más de 600 las bajas otomanas. El 26 de febrero quedaba dragado de minas la boca de los Dardanelos hasta cuatro millas desde la entrada del estrecho, derruyendo los aliados cuatro fuertes cañoneados el día anterior. El primer intento de desembarco llegaría el 27 de febrero por parte del crucero francés Desaix, desembarcando en Akaba una compañía de infantería de marina, pero ésta tuvo que retirarse al recibir fuego enemigo. a pesar de ello, uno de los acorazados aliados llegó a penetrar 20 km en el interior del estrecho.
A continuación, los infantes de marina británicos desembarcaron para destruir los cañones de Kum Kale y Seddülbahir, mientras que empezaba el bombardeo naval de las baterías entre Kum Kale y Kephez.
Frustrado por la movilidad de las baterías otomanas, que evitaban los bombardeos aliados y amenazaban a los dragaminas que intentaban despejar los estrechos, Churchill comenzó a acuciar al jefe naval, el almirante Sackville Carden, para que redoblase los esfuerzos de la flota por destruirlas. Carden elaboró nuevos planes y el 4 de marzo envió un cable a Churchill, indicando que la flota podría llegar a Estambul en menos de catorce días.
Por estas fechas, el almirante francés De la Jaille, que en otros tiempos comandó la escuadra francesa del Mediterráneo se mostraba optimista sobre el futuro de las operaciones y así lo expresaba.

《La toma de Constantinopla es una operación marítima delicada, pero elemental, sin ninguna dificultad insuperable, porque se trata simplemente de franquear el estrecho de los Dardanelos, de unos 65 km de extensión, de atravesar el Mar de Mármara y de forzar el estrecho del Bósforo.》(...)
《No conozco al almirante inglés que dirige la operación, pero estoy seguro de la tendrá bien estudiada y de que al emprenderla ha de realizarla felizmente.》(...)
《Cuando los buques aliados lleguen a Constantinopla no creo que hayan de contentarse con con estacionarse ante la población.》 (...)
Almirante De la Juille, en declaraciones a un redactor de Le Journal

La intercepción de un radiograma alemán que revelaba que las fortalezas otomanas de los Dardanelos se estaban quedando sin municiones reforzó la ilusión británica de que la victoria estaba al alcance de la mano. Cuando se comunicó el mensaje a Carden, este decidió que el ataque principal para quebrar las defensas otomanas se haría alrededor del 17 de marzo. Luego Carden, enfermo por la gran tensión, cedió el mando al almirante John de Robeck.

### 18 de marzo de 1915

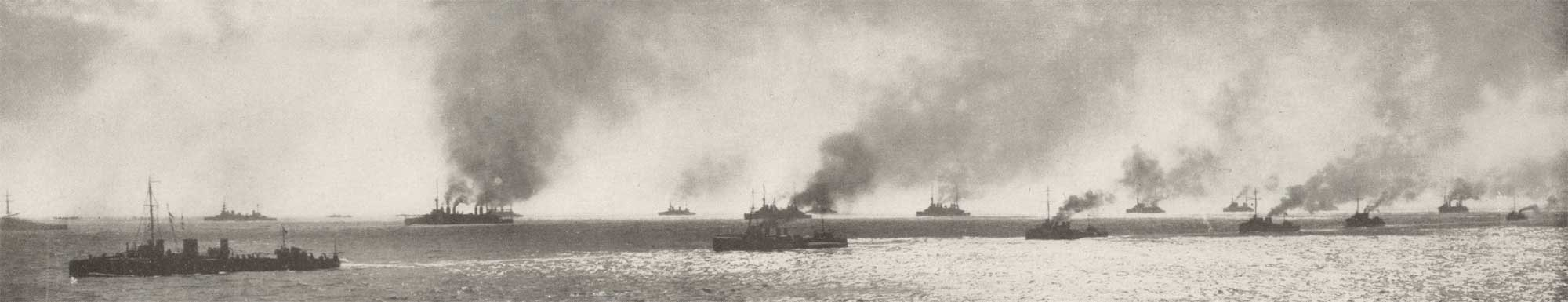
Vista de la armada aliada en los Dardanelos.

El 18 de marzo de 1915, la flota aliada, compuesta por dieciocho acorazados acompañados por varios cruceros y destructores, emprendió la acometida principal contra el punto más estrecho de los Dardanelos, donde este apenas supera el kilómetro y medio de anchura. Pese a que la artillería otomana lograba alcanzar a los barcos enemigos, los mandos aliados decidieron que los dragaminas se internasen en el estrecho. Según la historia oficial otomana de la batalla, antes de las 14:00 el enemigo había cortado los cables telefónicos, lo que interrumpió las comunicaciones con los fuertes, y estos habían perdido algunos de sus cañones, lo que menguó considerablemente el fuego contra la flota aliada. El acorazado francés Bouvet chocó con una mina que lo hundió en dos minutos; solamente setenta y cinco de sus setecientos dieciocho tripulantes sobrevivieron al accidente. Los dragaminas, cuyas tripulaciones eran civiles, se retiraron ante la intensidad del bombardeo otomano, dejando los campos de minas casi intactos.El Irresistible y el Inflexible chocaron también con minas; el primero se hundió, aunque la mayor parte de su tripulación pudo ser rescatada; El Inflexible sufrió graves averías y se retiró. Durante la confusión de la batalla, algunos testigos afirmaron que el barco no había impactado con una mina, sino que había sido alcanzado por torpedos. Se envió al Ocean para rescatar al Irresistible, pero también dio con una mina y fue evacuado; luego se hundió.
Los acorazados franceses Suffren y Gaulois se internaron sin saberlo en una nueva zona minada, dispuesta diez días antes por el minador otomano Nusret y también sufrieron daños. Las pérdidas obligaron a De Robeck a ordenar la retirada general para evitar mayores pérdidas. Los planes de la campaña asumían que habría pérdidas de naves, por lo que se destinaron a la operación principalmente acorazados obsoletos, que no hubiesen podido competir con la flota alemana. Algunos de los mandos navales, como el comodoro Roger Keyes del Queen Elizabeth, creyeron que habrían estado cerca de conseguir la victoria, puesto que a los cañones otomanos casi no les quedaba munición, pero se impuso la opinión contraria de De Robeck y del primer lord del Mar John Fisher, entre otros. Cesaron, pues, los intentos aliados de forzar el paso de los estrechos por mar, a causa de las graves pérdidas sufridas y del mal tiempo. Comenzó entonces la planificación de la campaña terrestre, que debía eliminar las defensas otomanas y franquear así los estrechos a la flota. Dos submarinos aliados trataron de atravesar los Dardanelos, pero las minas enemigas y las fuertes corrientes los hundieron.

## Preparativos
El ataque de los Dardanelos sería el único golpe estratégico de la Primera Guerra Mundial y fue una operación ideada por Winston Churchill a principios de enero de 1915. Su idea era no solo liberar el paso para abastecer al Imperio ruso de cañones y municiones y permitir a estos a su vez exportar cereales, mejorando su balanza comercial y el rublo, además debía inducir a que el Reino de Rumania y el Reino de Bulgaria tomaran posiciones del bando de los aliados, proporcionando ayuda directa al Reino de Serbia y, así, crear un tercer frente contra el Imperio austrohúngaro.
El 28 de enero, el Gobierno británico adoptó el proyecto de Churchill, del cual afirmó Arthur James Balfour: 

《Es difícil imaginar una operación que permita concebir más esperanzas》.

 Churchill se basó en la información conseguida de almirantes a los que había consultado, y se convenció de que el ataque podría tener éxito. Creía que la artillería de quince acorazados y cruceros destruiría los fuertes otomanos y los dragaminas liberarían el canal. El jefe naval de la Armada británica, el almirante John Arbuthnot Fisher, objetó que la, a su juicio, excéntrica operación, alejaría del mar del Norte a gran parte de las fuerzas británicas, pero, tras múltiples discusiones, acabó aceptando a regañadientes. Mientras tanto, el Gobierno francés prometió la cooperación de su flota y dejó el mando a un almirante británico.
El plan fue establecido en detalle el 2 de febrero por el Almirantazgo británico. El ministro de Marina francés consideró el plan «prudente y previsor». No se consultó en exceso, ya que se consideraba que era un plan de batalla netamente naval. Sin embargo, se convertiría en una gran operación militar que absorbería cuantiosos efectivos, siendo pura pérdida.
Cuando se dio comienzo al bombardeo en los Dardanelos, el almirante Carden se dio cuenta, en cuanto asumió el mando, de que era necesario un desembarco de las tropas para destruir por completo los fuertes. Pero no tuvo la intención de atacar por tierra, sino simplemente proveer efectivos para la ocupación. La escuadra entró en acción sin esperar los refuerzos. Las cosas parecieron mejorar cuando el Gobierno griego propuso su cooperación a sugerencia de Eleftherios Venizelos, pero el rey Constantino I rechazó dicha política y el ministro fue obligado a dimitir.
Así, el 10 de marzo, con los anglo-franceses actuando sin apoyo en tierra y después de haber penetrado la parte más angosta del estrecho y bombardeado durante cinco días las fortalezas, los marinos reconocieron que no podrían lograrlo sin ayuda. El islote de Galípoli debía ser despojado de su artillería y ocupado. Horatio Kitchener, secretario de Estado de Guerra, consintió enviar a los Dardanelos una tropa de infantería y pensó formar un cuerpo expedicionario.
El 12 de marzo de 1915, el general británico sir Ian Hamilton tenía programada una cita con lord Horatio Kitchener, pero desconocía el tema de la reunión. Kitchener, quien llamaba al general «maldito poeta», inicialmente ignoró a Hamilton y continuó con sus tareas, para luego decirle abruptamente: «Vamos a enviar una fuerza militar para apoyar la flota que se encuentra en los Dardanelos y usted estará al mando».
Los beneficios que quería conseguir el alto mando británico eran evidentes: tomar el control de los Dardanelos y abrir una ruta de auxilio para el Imperio ruso, obligando a los alemanes a retirar la flota del lado occidental. Abrir los Dardanelos se traduciría en tener acceso a los inmensos campos de trigo de Ucrania, y derrotar a una potencia militar como el Imperio alemán aumentaría la moral de los aliados. El Reino Unido hizo uso de las fuerzas conjuntas australianas y neozelandesas, las Australian New Zealand Army Corps (más conocidas como ANZAC), que se entrenaban en Egipto para su futuro despliegue.
Para esta expedición, de la que Hamilton se encontraba sumamente seguro de vencer, contaría con cinco divisiones: la 29ª, que disponía de 17 649 hombres, la ANZAC, con 30 638 hombres, el cuerpo francés, con 16 762 hombres y la División Naval, con 10 007 hombres. En total eran 75 056 hombres. No se disponía de buenas barcazas de desembarco, por lo que este debía realizarse directamente desde los buques. También escaseaba la munición, no había granadas de mano ni morteros. Pese a todo, en Londres se creía que los turcos apenas opondrían resistencia.
Aun así, el general Hamilton se encontraba sumamente preocupado. Los estudios preliminares anunciaban que entre 40 000 y 80 000 soldados otomanos se hallaban en la península. Realmente eran 60 000 soldados y se creía que podían llegar 30 000 más desde Anatolia y, posiblemente, 60 000 más desde Estambul. Otro de los problemas de Hamilton era que se suponía que era una operación conjunta, pero el comando de mar se encontraba a más de ochocientos kilómetros. El Estado Mayor no tuvo demasiado tiempo en planificar la estrategia, sino que se dedicó a la logística, enviando hombres a Egipto a comprar todo lo que fuese capaz de conservar agua. Los informes de inteligencia eran incompletos, faltando la información de las reservas otomanas de agua en la península para calcular su resistencia en esa zona tan árida, especialmente en los meses más calurosos. El Gabinete de Guerra británico le envió a Hamilton un informe que databa de 1905 y un informe de la armada que decía que no existía casi agua en la península. Con todo ello, Hamilton comenzó a dudar de la efectividad del ataque.

### Preparativos del Desembarco Aliado

Desembarco francés en Lemnos, 1915.

Tras el fracaso de la operación naval, los Aliados aprestaron tropas para eliminar la artillería enemiga que impedía la acción de los dragaminas en el estrecho. Kitchener encargó la misión al general sir Ian Hamilton, que tendría para llevarla a cabo el mando de setenta y ocho mil soldados de la Fuerza Expedicionaria del Mediterráneo FEM. Los soldados australianos y neozelandeses que se adiestraban en Egipto para luego pasar a Francia formaron los cuerpos del ejército australiano y neozelandés, conocidos por sus siglas en inglés (ANZAC), al mando del teniente general sir William Birdwood; en él se encuadraron la 1.ª División australiana y la División Australiano-neozelandesa. A estas dos divisiones se añadió la 29.ª División del Ejército profesional británico y la División Naval Real (Royal Naval Division). A las fuerzas que mandaba Hamilton se añadió más tarde el Cuerpo Expedicionario de Oriente francés, con tropas tanto de la metrópoli como de las colonias.
Hamilton dedicó un mes a preparar el plan de operaciones, mientras las divisiones británicas y francesas se concentraban en Egipto junto a las australianas. Hamilton decidió desembarcar en el extremo de la península de Galípoli, en el cabo Heles y Seddülbahir, donde esperaba poder hacerlo sin impedimentos. Los Aliados despreciaban la capacidad de combate de los otomanos. La ingenuidad de los mandos aliados se plasmó en un volante propagandístico distribuido a las tropas que se concentraban en Egipto, que rezaba:

Los soldados turcos manifiestan en general su deseo de rendirse sosteniendo el fusil boca abajo u ondeando prendas de vestir o trozos de tela de cualquier color. Se debe desconfiar de las banderas blancas, ya que los soldados turcos no sueles poseer telas de ese color.

El desprecio de la capacidad militar otomana se debía a un sentimiento de superioridad aliada, debido a la decadencia del imperio y al mediocre desempeño de sus fuerzas en Libia en 1911 y en las guerras balcánicas en 1912 y 1913. El espionaje aliado no preparó adecuadamente la campaña y en algunos casos obtuvo su información de las guías de viaje egipcias.
Las tropas se embarcaron en el orden en el que luego habrían de desembarcar; la operación fue larga, puesto que obligaba a las tropas a acudir a Alejandría; los franceses, por ejemplo, debían acudir desde Moúdros. Hubo un retraso de cinco semanas respecto del plan previsto, que los otomanos aprovecharon para reforzar sus defensas en Galípoli, aunque el mal tiempo que hubo en marzo y abril probablemente hubiese obligado a posponer el desembarco de todas formas y hubiese complicado la llegada de refuerzos y abastos. Una vez concluidos los preparativos en Egipto, Hamilton y su Estado Mayor viajaron a Moúdros, a donde arribaron el 10 de abril. El ANZAC partió de Egipto rumbo al norte a principios de mes y llegó a Lemnos —isla griega en la se había apostado una pequeña guarnición— el día 12; allí realizó simulacros de desembarco. La 29.ª División británica zarpó hacia Moúdros el 7 de abril; la División Naval Real ensayó la operación de desembarco en la isla de Esciros, a la que llegó el 17 de abril. El mismo día 17, el submarino británico E15 intentó cruzar el estrecho de los Dardanelos, pero quedó atrapado en una red submarina, varó y fue bombardeado desde uno de los fuertes enemigos; parte de la tripulación murió en la refriega y el resto fueron hechos prisioneros. Aunque tanto las tropas de tierra como la flota que iban a participar en el desembarco estaban listas en Moúdros, la aviación no pudo colaborar durante los nueve días que siguieron a 19 de marzo debido al mal tiempo; durante casi un mes, los aviones solo pudieron hacer unos pocos vuelos de reconocimiento del terreno.

### Preparativos otomanos

Distribución de las fuerzas otomanas, abril de 1915.

La desesperada situación Otomana, consecuencia de varias derrotas catastróficas, llevaron a los Pashas a otorgar completo control de sus tropas a los asesores alemanes. Von Sanders sería el encargado de planear la defensa de Galípoli contra los aliados en menos de un mes. Esta misión era de maxima prioridad, puesto que una vez que pasasen las dardanelas, el enemigo tendría vía libre hasta Estambul. Para defender la península, Von Sanders exigió la mejor unidad otomana, el 5.º Ejército, que este contaba con cinco divisiones y la promesa de una sexta. Los mandos superiores otomanos, así como varios veteranos alemanes, estudiaron la mejor manera de defender la península y coincidieron en que la clave sería conservar las crestas que la recorrían. Hubo mucha discusión respecto a donde desembarcarían los aliados, pero Von Sanders pensaba que el punto más vulnerable era la bahía de Beşik, puesto que el terreno era propicio para el desembarco y desde allí el enemigo podría asaltar fácilmente las principales baterías otomanas que protegían el estrecho. En consecuencia, concentró un tercio de sus tropas cerca de la bahía. Otras dos divisiones estaban apostadas en el extremo norte de la península (Bulair) con el fin de proteger las vías de comunicación y suministros.

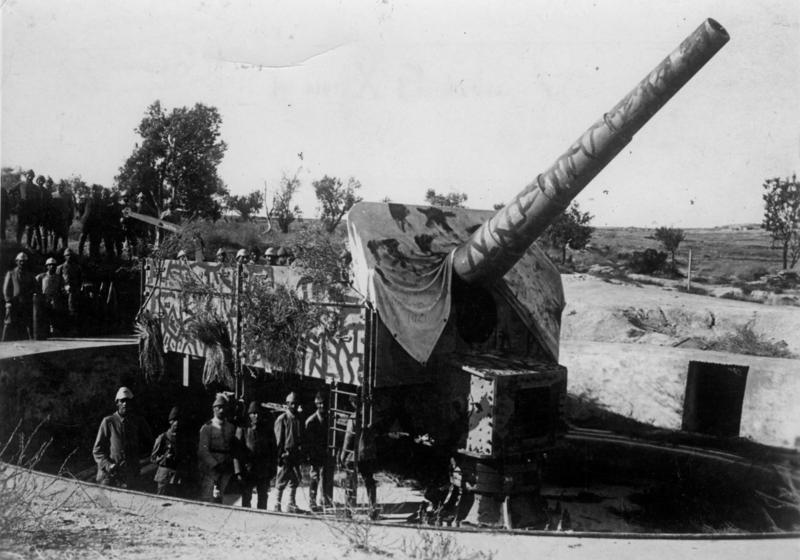
Cañón pesado alemán en la península de Galípoli en 1915.

Von Sanders decidió llevar a cabo una estrategia de defensa en profundidad de acuerdo a la cual mantuvo el grueso de sus fuerzas como reservas en el interior, despojando casi totalmente las zonas costeras. La 3.ª División y una brigada de caballería llegaron desde Estambul a comienzos de abril; por entonces los otomanos contaban con entre 60 000 y 62 077 soldados, que Von Sanders encuadró en tres grupos. Se esforzó en mejorar las comunicaciones para que se pudiesen trasladar tropas rápidamente allí donde fuesen necesarias; los soldados se movían de noche, para evitar ser detectadas por la aviación enemiga. Los mandos otomanos se opusieron a la estrategia de Von Sanders, pensando que había desperdigado las fuerzas y no podrían impedir los desembarcos. Von Sanders, por su parte, creía que una defensa rígida no era pertinente puesto que no podía reforzar todos los puntos posibles de desembarco. La mejor opción sería una minima defensa inicial que ralentizase el avance enemigo lo suficiente como para que la fuerza móvil principal fuese capaz de responder una vez que se supiese donde. Mustafa Kemal, mero teniente coronel de la 19.ª división, también estaba en desacuerdo con la estrategia pero por razones diferentes. Gracias su contra unidades búlgaras en las guerras balcánicas, Kemal conocía bien la zona y estaba convencido de que los Aliados desembarcarían en el cabo Helles y en Kabatepe. Su teoría era que los británicos utilizarían su potencia naval para dominar el extremo de la península, que estaba defendida exclusivamente por la 9.ª división y su 19.ª division. Puesto todos esperaban una ofensiva en las costas occidentales, el sistema defensivo de Von Sanders solo puso estas dos unidades lo suficientemente cerca de la costa oriental como para alcanzar rápidamente la zona de menor anchura de los Dardanelos.
El tiempo que dedicaron los británicos a preparar los desembarcos permitió a Von Sanders, al coronel Hans Kannengiesser y al resto de oficiales alemanes, apoyados por Esat Pachá (jefe del III Cuerpo de Ejército otomano), a aprestar las defensas. Von Sanders indicó que contaron con cuatro semanas, que bastaron para aplicar las medidas mínimas para defender la zona. Se construyeron nuevas carreteras y barcos pequeños para trasladar tropas y equipo a través del estrecho, se tendió alambre de espino en las playas y se fabricaron minas con piezas de torpedo. Se cavaron trincheras cerca de las playas y se dispusieron baterías, además de mantener las tropas activas con marchas de adiestramiento. Kemal vigilaba las señales de actividad enemiga desde su cuartel general en Boghali, cerca de Maidos. En febrero los otomanos (con colaboración alemana) crearon una pequeña fuerza aérea de reconocimiento que contaban con cuatro aviones en Çanakkale. A partir del 11 de abril, uno de los aviones otomanos sobrevolaba frecuentemente Mudros y vigilaba la flota británica; además, los otomanos construyeron un aeródromo cerca de Galípoli.

## Primeros desembarcos

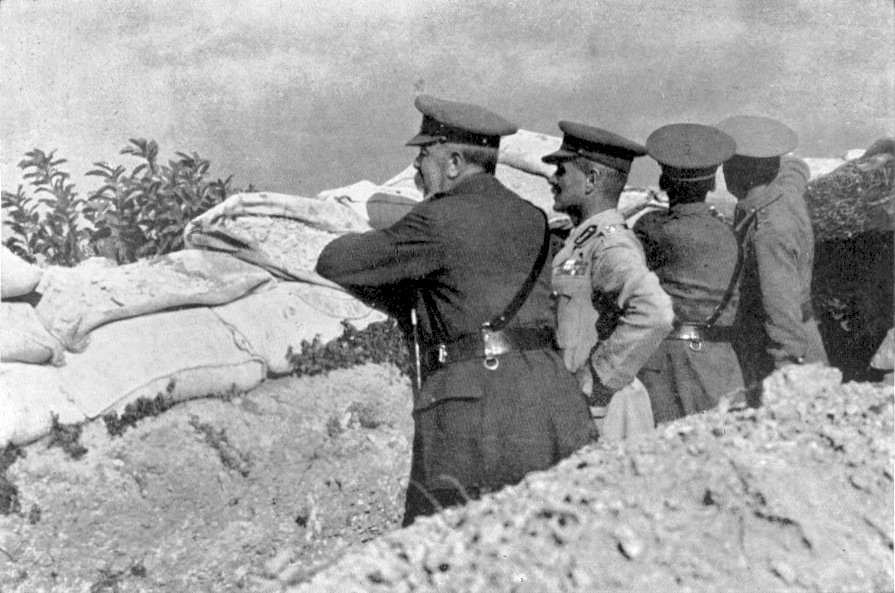
Horatio Kitchener visita a las tropas australianas del Anzac, 1915.

El 18 de marzo de 1915, las fuerzas francesas, británicas, australianas y neozelandesas, apremiadas por Winston Churchill, iniciaron su primer intento de desembarco en la península de Galípoli, pero el ataque fue un fracaso, ya que tres de los barcos aliados fueron hundidos por lo que más tarde se supo que eran minas. Tras esto, el almirante británico Roebuck ordenó la retirada.
El fracaso del 18 de marzo, con la pérdida de un tercio de la flota, debería haber sido un signo para abandonar la expedición. Pero el temor de que el mundo musulmán por entero reaccionara ante la victoria del Imperio otomano, hizo que no se diera marcha atrás. Entonces, Kitchener sugirió el envío de un cuerpo expedicionario diciendo que «es el único medio de asegurar nuestro prestigio en Oriente».
El siguiente ataque se efectuó el 18 de abril con una nueva estrategia: en lugar de concentrar todas las fuerzas en el mismo ataque, se produjeron varios ataques a la vez en diferentes bahías de la región. Este ataque también fue un fracaso para los aliados, pues las fuerzas otomanas habían tenido un mes para prepararse ante un previsible ataque. No consiguieron desembarcar.
El 25 de abril llegaron los cuerpos de desembarco franceses y británicos, ambos asentándose en la entrada de los Dardanelos, pero los 30 000 hombres que componían las tropas quedaron inmovilizados a causa del terreno. Por ello se debieron enviar refuerzos —que fueron cinco divisiones británicas— para permitir que las tropas extendieran un poco la ocupación. Mientras tanto, los otomanos eran asesorados por técnicos alemanes.
Las opiniones en el gabinete británico estaban divididas, con Kitchener y Churchill reprochándose mutuamente. Aun así, el gabinete británico no se decidió a ordenar la evacuación por cuestiones de prestigio y de los intereses británicos. Para Kitchener, la operación en Galípoli limitaba a los otomanos para efectuar más operaciones en Egipto, Mesopotamia y el Cáucaso. El 14 de junio, el gabinete británico optó por enviar a los Dardanelos nuevas tropas, y, con estas, el general Hamilton intentó, en agosto, rebasar las posiciones otomanas desde un nuevo punto de desembarco en el islote.
Finalmente, unos 20 000 hombres lograron desembarcar en la bahía de Suvla al mando del comandante Frederick Stopford. A Stopford se le encomendó la misión de cambiar la situación de punto muerto en la zona y dirigió el ataque, que comenzó el 6 de agosto de 1915. Sin embargo, después de que sus tropas hubieran desembarcado en la bahía con un éxito inicial, el ataque llegó otra vez a un punto muerto, debido a que el comandante continuaba dirigiendo el ataque desde su navío.
Los Aliados planeaban desembarcar, apoderarse de la costa norte, conquistar los fuertes y las baterías otomanos y permitir con ello que la escuadra pudiese cruzar el estrecho y el mar de Mármara y llegar a Estambul. El desembarco estaba previsto para el 23 de abril, pero el mal tiempo lo retrasó hasta el 25. Las tropas debían tomar tierra en cinco playas de la península. La 29.ª División debía desembarcar en el cabo Helles, en el extremo de la península de Galípoli y tomar los fuertes de Kilitbahir. El Anzac, con la 3.ª Brigada de Infantería Australiana a la cabeza, debía tomar tierra al norte de Gaba Tepe, en la costa del Egeo, y seguidamente cruzar la península para bloquear a las tropas enemigas apostadas en Kilitbahir y evitar que llegasen refuerzos al cabo Heles. A este sector del frente que se estableció en la península se le dio el nombre de «Anzac», por las tropas que lo defendían, mientras que el de los británicos y franceses se denominó «Helles». Los franceses hicieron un desembarco en Kum Kale, en la orilla opuesta del estrecho, para distraer al enemigo; luego volvieron a embarcar y pasaron al cabo Helles, donde se encargaron del flanco oriental de la línea. La Royal Naval fingió preparar un desembarco en Bulair; como parte de la operación de distracción, un oficial neozelandés, Bernard Freyberg, nadó hasta la costa para encender unas bengalas; por la hazaña recibiría posteriormente la Orden de Servicios Distinguidos.
La artillería naval batió las playas justo antes del desembarco y luego se concentró en bombardear las crestas que las dominaban. Los planes de apoyo naval no eran muy detallados, por lo que los detalles de la colaboración con la infantería se dejaron a la discreción de cada capitán de navío. Los barcos que participaron en los desembarcos en las playas «V» y «W» no se acercaron lo suficiente a la costa, lo que posiblemente influyó en el gran número de bajas que los atacantes sufrieron en ellas en comparación con los demás puntos de desembarco; el bombardeo naval fue más eficaz en las playas «S», «X» y en la cala del Anzac. Lo fragoso del terreno, la falta de dirección del bombardeo y la confusión inicial de las tropas en las playas limitaron, empero, la utilidad de los bombardeos de la flota. Kitchener había dispuesto que la aviación para la operación la aportase la Real Servicio Aéreo Naval; los Aliados emplearon en los desembarcos algunos hidroaviones y otros aeroplanos del 203.º Escuadrón del comandante Charles Samson, que había llegado a Ténedos a finales de marzo. La pequeña fuerza aérea otomana no pudo hacer frente a los aviones aliados durante el desembarco. La aviación aliada tenía además la tarea de suplir la falta de información sobre la zona que aquejaba a los Aliados, que carecían de buenos mapas de la región; como servicio de información, sin embargo, las fuerzas aéreas satisficieron las necesidades de los mandos. Una vez concluidos los desembarcos, la aviación aliada se dedicó a labores de reconocimiento, dirección de los bombardeos navales, informes de los movimientos de las tropas enemigas y, en ocasiones, bombardeos.

### La cala del Anzac

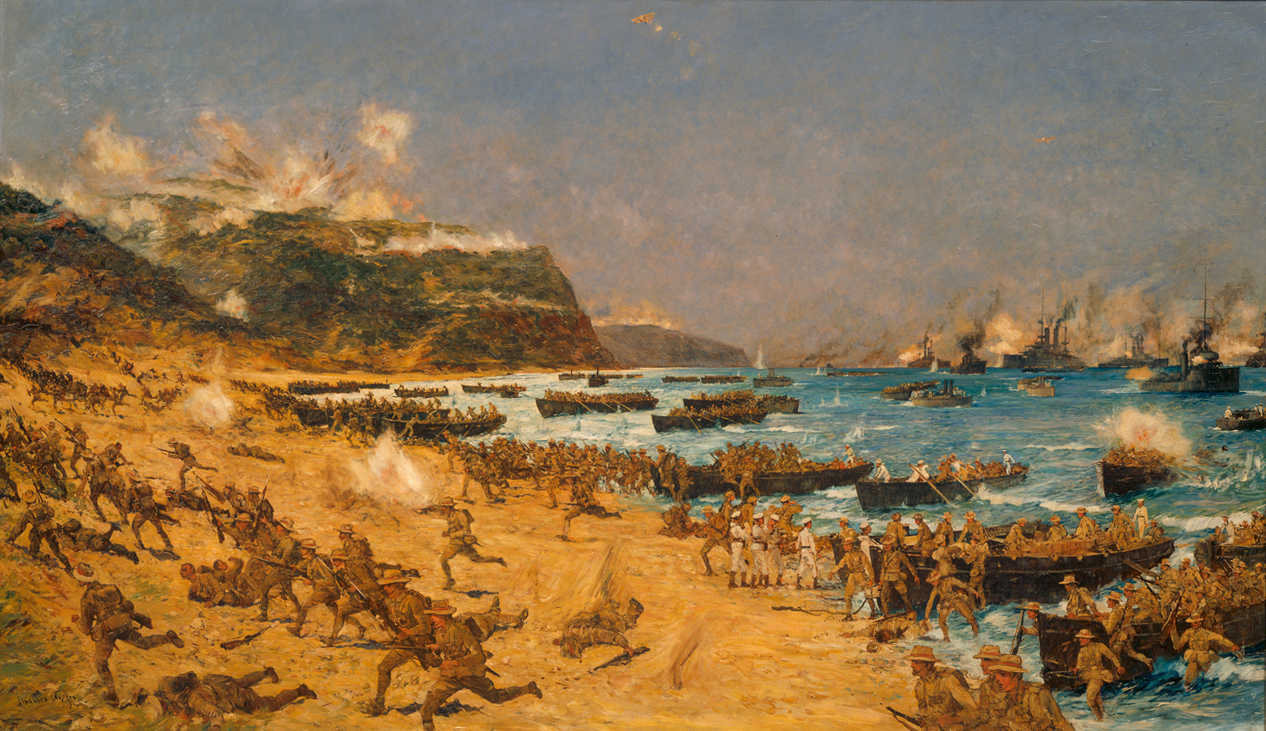
Desembarco en Galípoli, en abril de 1915.

Al contingente de Birdwood se le asignó el desembarco en la zona norte; lo formaban la 1.ª División australiana del general William Bridges y la División Australiana y Neozelandesa, del general sir Alexander Godley, un total de veinticinco mil soldados. Estas dos divisiones debían desembarcar, internarse en la península y cortar las comunicaciones a las unidades enemigas desplegadas más al sur. La primera en desembarcar sería la 1.ª División australiana, cuya 3.ª Brigada de Infantería iría en vanguardia y se apoderaría de la cresta del Cañón (Gun Ridge). A esta la seguiría la 2.ª Brigada, que debía ocupar los altos de Sari Bair. La 1.ª Brigada sería la última en tomar tierra y serviría de reserva a las otras dos. La División Australiana y Neozelandesa, una vez en tierra, debía prepararse para cruzar la península. Las divisiones embarcarían de noche y desembarcarían de madrugada, para sorprender al enemigo; el embarque comenzó la noche del 24 de abril: las unidades de vanguardia fueron en acorazados y destructores, mientras que las demás viajaron en buques de transporte. De los buques los soldados pasarían luego a barcas remolcadas por buques de vapor que los dejarían cerca de las playas, a las que llegarían finalmente a fuerza de remos.

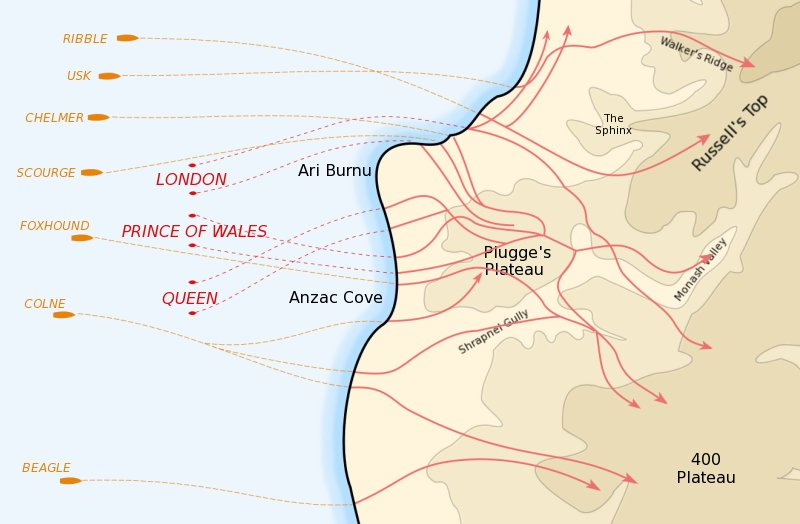
Desembarco de la vanguardia desde acorazados (en rojo) y destructores (en naranja) en la llamada «cala del Anzac» el 25 de abril de 1915.

El desembarco empezó a las cuatro de la madrugada del 25 de abril; la 3.ª Brigada se aproximó a la playa en gabarras y en las chalupas de los grandes navíos de guerra. Desembarcó dos kilómetros más al norte de los previsto, justo al sur de Ari Burnu, quizá arrastrada por las corrientes o por un error de orientación. Ello hizo el desembarco más arduo, ya que el terreno inmediato a la playa era más empinado que el del lugar planeado para tomar tierra. Aunque solo dos compañías otomanas protegían el lugar  pudieron infligir abundantes bajas al enemigo al dominar las playas desde lo alto. El terreno era muy quebrado, lo que complicaba organizar la penetración hacia el interior; además, los australianos desconocían el lugar y no tenían buenos mapas de la zona. Era una tierra fragosa, llena de vaguadas y montículos en los que las avanzadillas se dispersaron rápidamente. Aunque algunos soldados alcanzaron la cresta, pocos alcanzaron las posiciones previstas y, en consecuencia, la vanguardia quedó en mala posición para proteger el desembarco de las unidades que debían seguirla.
La 1.ª y 2.ª brigadas australianas y la División Australiana y Neozelandesa desembarcaron en las playas de Ari Burnu, pero de manera tan desordenada que tardaron bastante en recobrar el orden. Tras cuatro horas de desembarco, el grueso de la 1.ª División australiana estuvo por fin dispuesta para emprender la penetración de la península. A media mañana, Kemal había organizado a los defensores para atacar al enemigo en los altos de Chunuk Bair y Sari Bair. Los otomanos arrebataron a los australianos casi toda la cota 400, que habían ocupado poco antes. En el otro extremo de la línea, el izquierdo, los otomanos expulsaron al enemigo de Baby 700 y del Nek a lo largo de la tarde. Al anochecer tanto Bridges como Godley recomendaron que las tropas se retirasen; Birdwood estuvo de acuerdo, pero Hamilton ordenó que las tropas resistiesen tras consultar con la Armada, que indicó que la evacuación no era posible en aquel momento. Los Aliados finalmente detuvieron el asalto otomano y formaron una línea de defensa desde la cresta de Walker en el norte hasta Shell Green, al sur. El Anzac sufrió unas dos mil bajas en las primeras operaciones, entre muertos y heridos. Al no haber podido apoderarse de los altos junto a las playas, los Aliados no pudieron avanzar hacia el interior: las posiciones quedaron estancadas y los desembarcados embolsados en una estrecha franja de tierra de menos de dos kilómetros de perímetro.
El submarino australiano AE2 entró en el estrecho la noche del 24 de abril. Mientras se verificaban los desembarcos en la cala Anzac y en el cabo Helles la madrugada del 25, el submarino llegó a Çanakkale alrededor de las seis, torpedeó una cañonera y evitó la persecución de un destructor. Encalló bajo uno de los fuertes otomanos, pero este no consiguió apuntar con sus cañones a la nave, que finalmente pudo ponerse a salvo. Poco después un buque otomano que estaba bombardeando a las tropas aliadas en la península descubrió el periscopio del AE2 y decidió retirarse. Tras alcanzar el mar de Mármara, el capitán decidió esperar sumergido la llegada de la noche; llegada esta volvió a salir a la superficie para recargar las baterías y enviar un informe a la flota. Para entonces el desembarco en el cabo Helles seguía el plan previsto, no así el de la cala del Anzac, cuyo responsable, el teniente general sir William Birdwood, sopesaba retirarse. Las acciones del AE2 influyeron en la decisión de este de permanecer en la península y se comunicaron a los soldados, para animarlos. El capitán del AE2, Henry Stoker, recibió orden de sembrar el desconcierto en el enemigo, para lo que decidió internarse en el mar de Mármara, que recorrió durante cinco días para dar la impresión de que los Aliados contaban con más naves en la zona, y en el que atacó varios barcos enemigos, sin causarles daño alguno porque sus torpedos no explotaron debido a un fallo mecánico.

### Cabo Helles

Defensas otomanas en los Dardanelos, 1915.

La 29.ª División del general Aylmer Hunter-Weston desembarcó en el cabo Helles. Lo hizo en cinco playas que forman un arco en torno al cabo, que se denominaron, de esta a oeste, «S», «V», «W», «X» e «Y». El 1 de mayo desembarcó la 29.ª Brigada India (en la que estaba encuadrado el 6.º Regimiento de Tiradores Gurkas); seguidamente la brigada se apoderó de Sari Bair, que dominaba las playas. Seguidamente desembarcaron en la zona el 5.º y 10.º regimientos de tiradores gurka; el cuerpo de muleros de la Legión Judía lo hizo el 27 de abril. Junto a la playa «Y», en la que los Aliados habían desembarcado sin encontrar resistencia, se disputó la primera batalla de Krithia cuando trataron de penetrar en el interior de la península. El pueblo apenas contaba con un puñado de defensores que, sin embargo, aprovecharon su posición e hicieron retroceder al enemigo, que se replegó a la playa. Fue el momento en el que más cerca estuvieron los Aliados de apoderarse de la población, que pronto quedó defendida por un batallón del 25.º Regimiento otomano.

Las playas del cabo Heles donde se verificó el desembarco aliado.

El principal desembarco fue el de las playas «V», situada bajo el antiguo fuerte Seddülbahir, y «W», al otro lado del cabo, algo al oeste de aquella. La vanguardia la formaban los Fusileros Reales de Múnster y el Regimiento de Hampshire, que desembarcaron del buque carbonero que los transportaba, el River Clyde, que se hizo embarrancar junto a la fortaleza otomana para que los soldados pudiesen pasar a tierra sobre rampas. Los Fusileros Reales de Dublín desembarcaron en la playa «V» y los Fusileros de Lancashire lo hicieron en la «W»; ambas unidades iban en barcas y llegaron a playas dominadas por dunas y cubiertas de alambre de espino. En las dos playas los otomanos gozaban de buenas posiciones defensivas y desde ellas infligieron copiosas bajas al enemigo. Las ametralladoras otomanas apostadas en el fuerte de Seddülbahir segaban a los soldados que desembarcaban del River Clyde y de los doscientos primeros que lo intentaron, apenas veintiuno alcanzaron la playa.
Las tropas otomanas eran escasas para frustrar el desembarco, pero causaron abundantes bajas al enemigo y lo contuvieron en las playas. La mañana del 25 de abril, los defensores habían agotado la munición y tenían que defender a la bayoneta las posiciones en los altos de Chunuk Bair que dominaban la playa; el 57.º Regimiento recibió la siguiente orden de Kemal: «No les ordeno que luchen, sino que mueran. Mientras morimos, podrán llegar otros soldados y otros jefes para ocupar nuestros puestos». Todos los hombres del regimiento perecieron o fueron heridos en los subsiguientes combates.
En la playa «W», que luego los británicos bautizaron como playa de Lancashire, el regimiento de Lancashire pudo vencer a los defensores otomanos, aunque perdió seiscientos de los mil hombres que participaron en la operación. Seis de ellos recibieron la Cruz Victoria. Otros seis de los que participaron en el desembarco el la playa «V» recibieron también la condecoración —tanto soldados como marineros— y tres más la consiguieron en los combates de penetración en la península. Los cinco pelotones otomanos del sargento Yahya se distinguieron en la defensa de las colinas, de las que se retiraron durante la noche. Los desembarcos costaron tantas bajas a los Fusileros de Dublín y Múnster que las dos unidades se unieron en una. Solo un oficial de los Fusileros de Dublín sobrevivió a la operación; de los mil doce de la unidad que participaron en el desembarco, solo once sobrevivieron a la campaña sin sufrir percances. Concluidos los desembarcos, solo unos pequeños contingentes de aventuraron tierra adentro. El asalto aliado perdió ímpetu y esto permitió a los otomanos despachar refuerzos a la zona y agrupar a las tropas que ya defendían la península.

## Combates

### Primeros choques

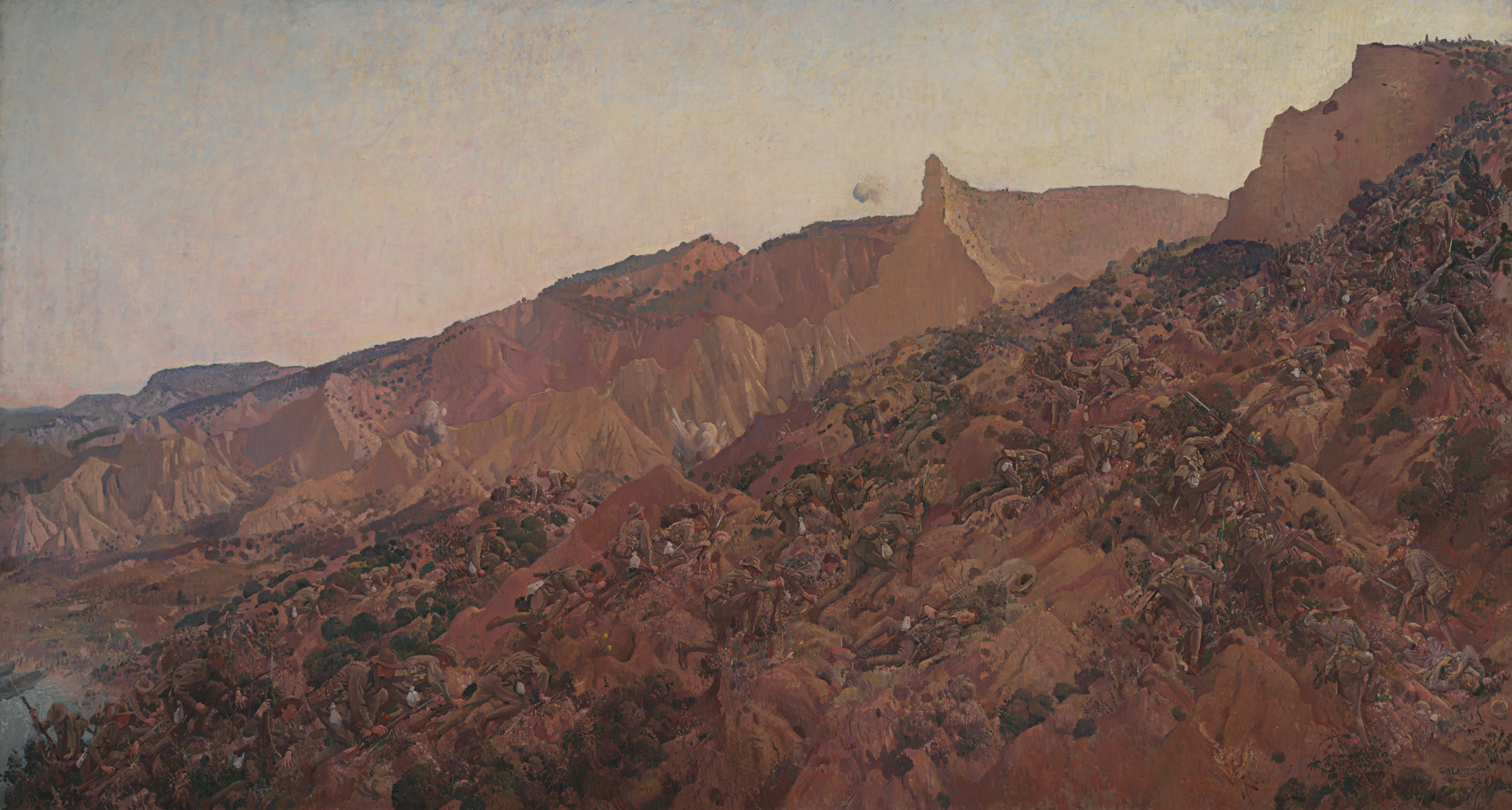
Anzac, the landing 1915, de George Lambert (1922), muestra el desembarco en la cala del Anzac del 25 de abril de 1915.

La 19.ª División otomana, reforzada con seis batallones de la 5.ª, atacó a las seis brigadas aliadas en la cala del Anzac la tarde del 27 de abril. Los aliados repelieron el ataque durante toda la noche con la colaboración de la armada. Al día siguiente, algunas unidades francesas provenientes de Kum Kale, en Asia, se desplegaron en el flanco derecho de la línea británica, cerca de la «playa S», en la bahía de Morto. El 28 de abril se libró la primera batalla de Krithia, en la que los Aliados intentaron apoderarse de este pueblo. El plan de Hunter-Weston resultó demasiado enrevesado y no se explicó adecuadamente a los mandos que iban a ponerlo en práctica. Los soldados de la 29.ª División estaban todavía agotados y nerviosos por los combates que se habían disputado en las playas y en el pueblo de Seddülbahir, que los Aliados habían conquistado tras reñida lucha el 26 de abril. Los otomanos detuvieron el avance enemigo a medio camino entre la punta de Heles y Krithia hacia las 18:00, tras causarles tres mil bajas.
La llegada de refuerzos otomanos eliminó la posibilidad de que los Aliados obtuviesen una rápida victoria y transformó los combates en Heles y Anzac en batallas de desgaste. El 30 de abril desembarcó una división de infantes de marina británicos, la Royal Naval Division del general Archibald Paris. Ese mismo día Kemal, convencido de que el enemigo estaba a punto de ser derrotado, despachó una avanzadilla por la garganta de Wire, cerca de la cota 400 y Lone Pine. Al día siguiente ocho batallones de refuerzos partieron de Estambul con destino a la península; por la tarde, los otomanos asaltaron las posiciones enemigas en Heles y Anzac; se abrieron paso efímeramente en el sector francés de la línea, pero las ametralladoras los detuvieron y les infligieron copiosas bajas. Birdwood ordenó a la División australiano-neozelandesa que atacase la colina de Russell y el Puesto de Quinn en dirección a Baby 700 la noche siguiente. La 4.ª Brigada de Infantería Australiana del coronel John Monash y la Brigada de Infantería Neozelandesa, así como los infantes de marina del Batallón Chatham participaron en la operación. Estas unidades avanzaron algo durante la noche, respaldadas por un bombardeo desde tierra y desde el mar, pero se separaron en la oscuridad. Tuvieron que retirarse ante el intenso fuego enemigo sobre su flanco izquierdo, tras sufrir unas mil bajas.

Mapa de las zonas ocupadas por los Aliados en la península de Galípoli.

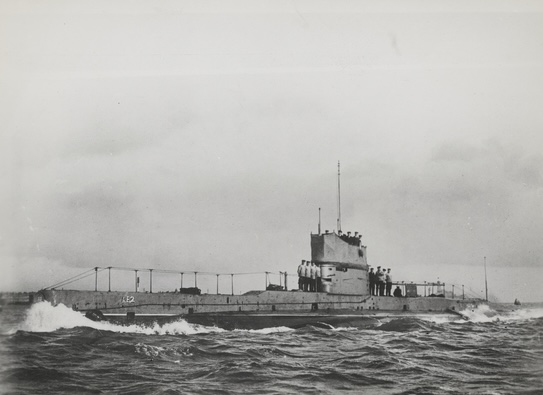
El submarino británico AE2.

También el 30 de abril, el submarino británico AE2 sufrió una avería y emergió cerca del torpedero otomano Sultanhisar, luego volvió a sumergirse, superando el límite de seguridad y volvió a reflotar, sobresaliendo de las aguas por la popa. El Sultanhisar disparó al punto contra el submarino, perforándole el casco. Stoker ordenó que se abandonase la nave y la hundió; los otomanos apresaron a la tripulación. La posición del AE2 era una prueba palmaria de que se podían cruzar los estrechos, por lo que los Aliados se aprestaron a emplear en tal misión a los submarinos, que desbarataron las comunicaciones enemigas. El 27 de abril, el submarino británico E14 del teniente Edward Boyle llegó al mar de Mármara, en el que pasó tres semanas patrullando y en el que hundió cuatro barcos, entre ellos el transporte Gul Djemal, que llevaba seis mil soldados y una batería de campaña a Galípoli. Los daños materiales que causó el submarino fueron escasos, pero su actividad entorpeció las comunicaciones y socavó del enemigo; en recompensa por la acción, Boyle recibió la Cruz Victoria. Tras el AE2 y E14, fue el submarino francés Joule el que intentó cruzar los Dardanelos, pero chocó con una mina y se hundió con toda la tripulación el 1 de mayo. Algunas semanas antes los franceses habían perdido otro submarino, el Saphir, que encalló cerca de la punta de Nagara.

### Operaciones en mayo de 1915
El 5 de mayo, la 42.ª División partió de Egipto para participar en la campaña. Convencido de que la cala del Anzac no corría peligro, Hamilton trasladó a la 2.ª Brigada de Infantería Australiana y a la Brigada de Infantería Neozelandesa, y veinte cañones de campaña al sector de Heles, para que sirviesen de reserva en la prevista segunda batalla de Krithia. Los Aliados destinaron veinte mil soldados a la operación, que fue el primer ataque notable en Heles y que se dispuso que se hiciese durante el día. Las unidades francesas debían apoderarse de Kereves Dere y los británicos, australianos y neozelandeses, de Krithia y Achi Baba. La acometida empezó tras media hora de bombardeo, a media mañana del 6 de mayo. Los británicos y franceses avanzaron por los altos de Gully, Fir Tree, Krithia y Kereves, separadas entre sí por hondas gargantas y en las que los otomanos se habían atrincherado. La unidades se separaron al tratar de flanquear las principales defensas enemigas, y se perdieron en territorio que les era desconocido. Algunas baterías y nidos de ametralladoras que la aviación aliada no había detectado detuvieron al enemigo que, sin embargo, reanudó la marcha al día siguiente con la llegada de refuerzos.

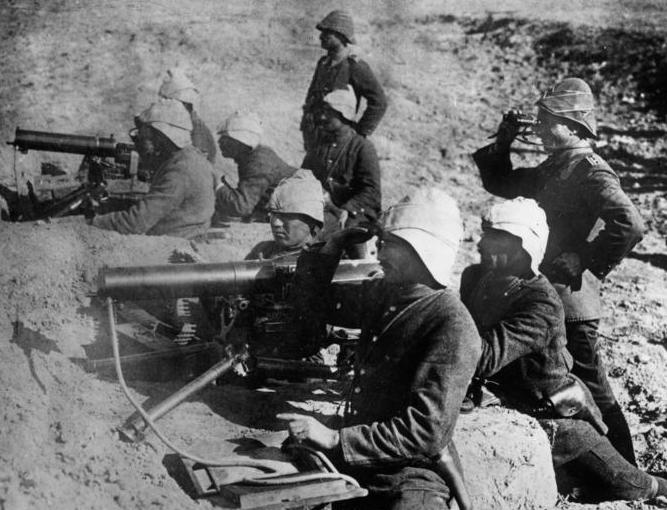
Soldados otomanos con ametralladoras MG 08.

El embate aliado prosiguió el 7 de mayo; cuatro batallones de neozelandeses ascendieron por el alto de Krithia Spur al día siguiente y entre estos y la 29.ª División, alcanzaron los alrededores del pueblo, al sur. A media tarde la 2.ª Brigada australiana avanzó velozmente a través de terreno descubierto pese al fuego enemigo y se quedó a cuatrocientos metros del objetivo; los seiscientos metros que ganó le costaron a la unidad mil bajas. Cerca del alto de Fir Tree, los neozelandeses llegaron a tomar contacto con los australianos, pero los británicos no consiguieron avanzar y los franceses se detuvieron, agotados, tras conquistar una posición que dominaba el pueblo. Finalmente el mando detuvo el ataque y las unidades se fortificaron en las posiciones que habían alcanzado; el intento de adueñarse de Krithia y Achi Baba había fracasado.
Al frustrado asalto de Krithia y Achi Baba le siguió un breve periodo de afianzamiento de las posiciones. En los últimos combates, lo Aliados habían consumido casi toda su munición, especialmente la de artillería. Los otomanos aprovecharon para sustituir a las unidades de la línea dispuestas frente a los australianos; a estos, por su parte, se unió una unidad de caballería ligera, que iba a combatir desmontada. Se sucedían las escaramuzas, las incursiones y los tiroteos esporádicos, puesto que la separación entre trincheras era escasa, en algunos puntos de apenas unos metros. Los francotiradores otomanos mataron a algunos oficiales australianos, entre ellos al jefe de la 1.ª División, el general William Bridges, que falleció en el buque-hospital Gascon el 18 de mayo, tras ser herido de muerte cuando inspeccionaba el 1.er Regimiento de Caballería Ligera australiano cerca de Steele's Post.

### Contraataque otomano del 19 de mayo
El 19 de mayo, cuarenta y dos mil otomanos acometieron a los diecisiete mil australianos y neozelandeses que defendían la cala de Anzac. Como contaban con insuficiente artillería y munición, esperaban que su superioridad numérica y el efecto sorpresa les diese la victoria; desafortunadamente para ellos, un avión británico había descubierto los preparativos del asalto el día anterior. El ataque les costó 3000 muertos y 10 000 heridos a los otomanos; los defensores sufrieron 160 muertos y 468 heridos. Entre los muertos se contó el camillero John Simpson Kirkpatrick, cuyas evacuaciones de heridos en asno en mitad de los combates se hicieron famosas entre los australianos que participaron en la batalla; la versión australiana del combate destaca la actividad de Kirkpatrick. Las bajas otomanas habían sido tan abundantes que los dos bandos pactaron una tregua el 24 de mayo para poder enterrar los cadáveres que habían quedado tendidos en tierra de nadie; el alto el fuego suscitó la camaradería entre los soldados enfrentados, de manera similar a la Tregua de Navidad de 1914 en el frente occidental. Fue la única tregua oficial que se pactó durante la campaña.

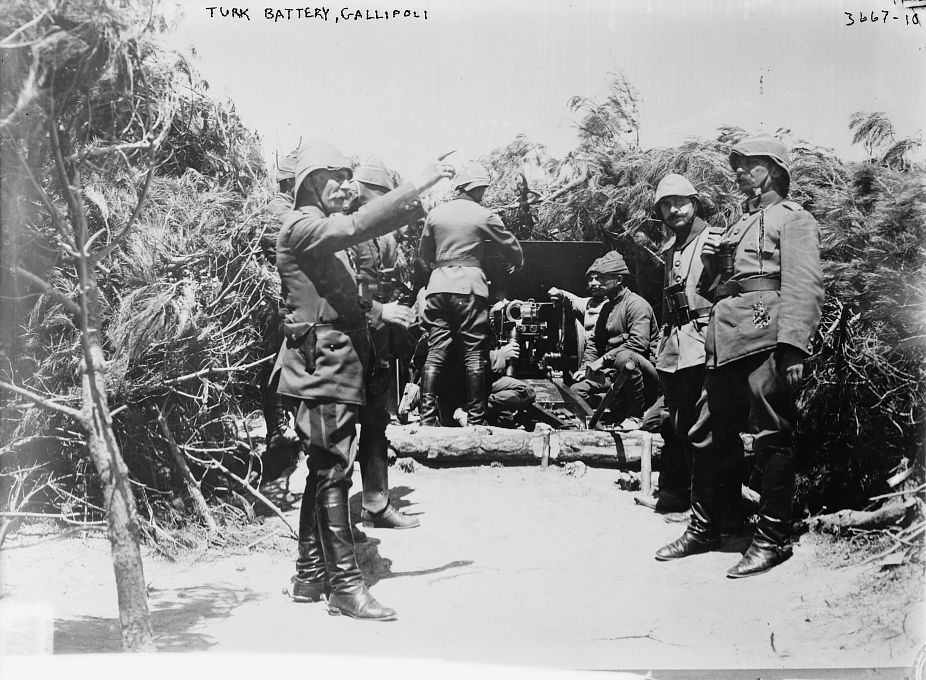
Esat Pachá dando órdenes a los artilleros que baten la cala del Anzac.

La ventaja en artillería de la que hasta entonces habían gozado los británicos menguó cuando el destructor Muâvenet-i Millîye torpedeó el acorazado Goliath el 13 de mayo. Por su parte, un submarino alemán, el U-21, hundió el Triumph el 25 del mes y el Majestic el 27. Los británicos reforzaron los vuelos de reconocimiento en torno a Galípoli, lo que obligó al U-21 a retirarse; los Aliados lo ignoraban, por lo que retiraron a la mayor parte de sus barcos a Imbros, donde quedaron amarrados cuando no estaban de operaciones, lo que redujo notablemente el apoyo de la artillería naval a las tropas terrestres, en especial en el sector de Heles. El submarino británico E11 del teniente Martin Nasmith (al que luego se le concedió la Cruz Victoria), atravesó los Dardanelos el 18 de mayo y hundió o averió once barcos enemigos, tres de ellos el 23 del mismo mes; luego penetró en el puerto de Constantinopla, tiroteó un transporte anclado junto al arsenal, hundió una cañonera y dañó los muelles.
Las baterías otomanas, escasas de munición, solo pudieron disparar unos dieciocho mil proyectiles entre principios de mayo y la primera semana de junio. El asalto frontal de mediados de mayo contra la cala de Anzar fue el único que emprendieron los otomanos. A finales de mes, empezaron a cavar túneles en torno a Quinn's Post, en la zona del Anzac; la madrugada del 29 de mayo detonaron una mina y atacaron a un batallón del 14.º Regimiento, pese a los intentos australianos de impedirlo mediante contraminas. El 15.º Batallón australiano hubo de replegarse al comienzo, pero luego contraatacó ese mismo día y recuperó el terreno perdido, antes de que le llegasen los socorros neozelandeses. A principios de junio los combates de envergadura cesaron nuevamente; los dos bandos afianzaron posiciones y apenas disputaron una serie de escaramuzas.

### Operaciones en junio y julio

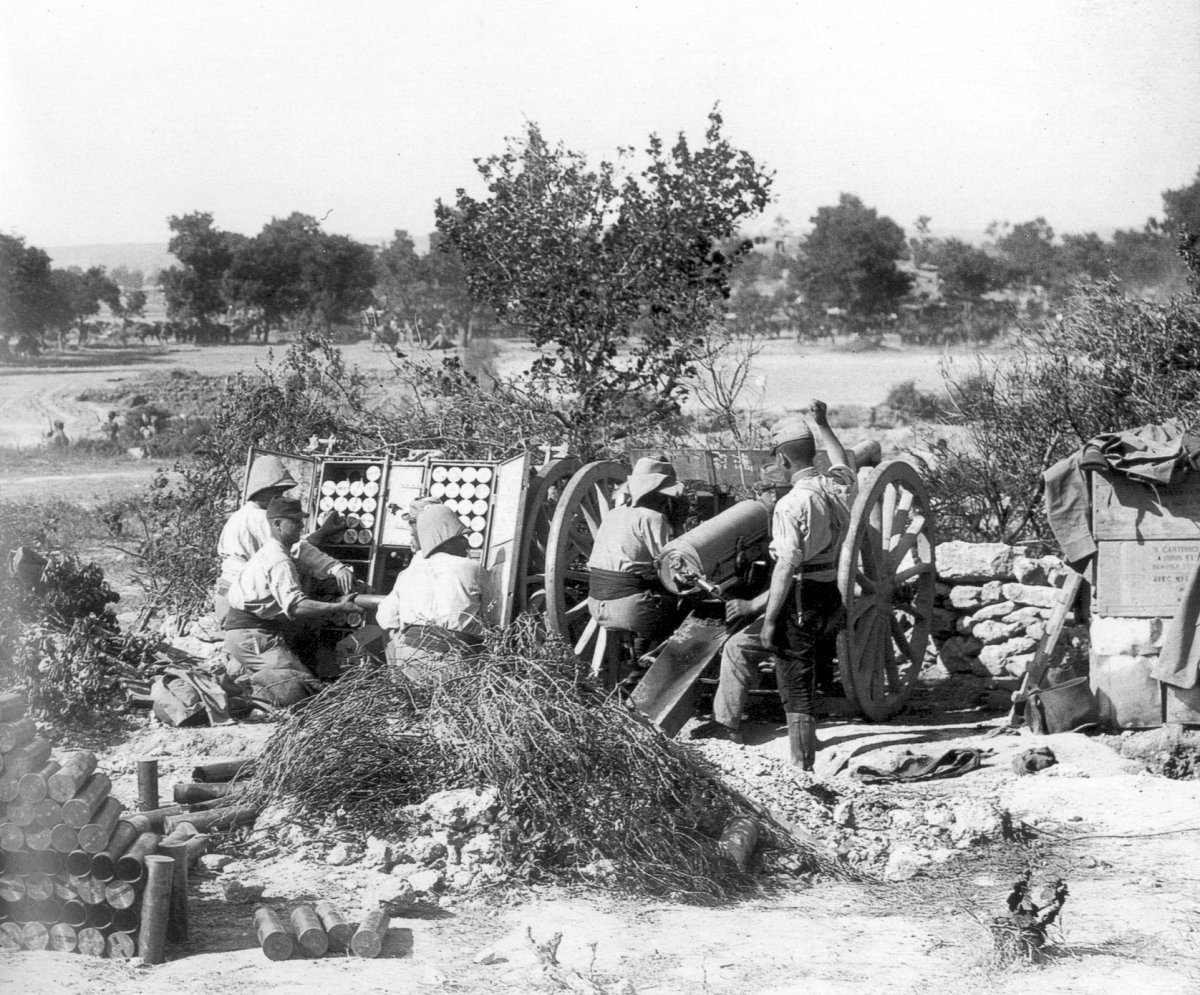
Artilleros coloniales franceses con un cañón de 75 mm, cerca de Seddülbahir, durante la tercera batalla de Krithia, el 4 de junio de 1915.

Los Aliados atacaron nuevamente Krithia y Achi Baba el 4 de junio, pese a que los dos bandos estaban fuertemente atrincherados en este sector; la operación se conoce como la tercera batalla de Krithia y en ella participaron la 29.ª División, la Royal Naval Division y la 42.ª División por parte británica, y dos divisiones francesas. El asalto fracasó, lo que impidió quebrar las defensas otomanas; se reanudó entonces la guerra de trincheras, en la que los avances era mínimos, de apenas unos cientos de metros. En la batalla los dos bandos sufrieron a torno a un 25 % de bajas: los británicos perdieron cuatro mil quinientos hombres de un total de veinte mil; los franceses, dos mil de diez mil. Por su parte, los otomanos perdieron nueve mil hombres según la historia oficial de la campaña y diez mil según otra fuente.
En junio llegó a la zona el portaaviones británico Ben-my-Chree, lo que aumentó los efectivos aéreos aliados de una escuadrilla a un ala. También llegó a Helles la 5.ª División escocesa, que debía participar en la batalla del barranco de Gully, que comenzó el 28 de junio y fue una victoria aliada menor que permitió avanzar algo a los británicos en el sector del Egeo. Según Sanders la defensa enemiga la dirigieron dos oficiales: Faik Pachá y Albay Refet. El 30 de junio, el jefe militar francés, Henri Gouraud, que había sustituido a Albert d'Amade, cayó herido y hubo de ceder el mando a su superior en la división, Maurice Bailloud. Entre el 1 y el 5  de julio, los otomanos trataron infructuosamente de recuperar el terreno perdido en el sector de Egeo. Se calcula que las pérdidas otomanas en estos choques alcanzaron los catorce mil hombres. El 12 del mes, dos brigadas de refresco de la 52.ª División acometieron el centro del sector de Achi Baba Nullah (el «valle sangriento»), pero apenas progresaron y perdieron a dos mil quinientos de sus siete mil quinientos hombres; por su parte, la Royal Naval Division sufrió seiscientas bajas y los franceses, ochocientas. Los otomanos perdieron seiscientos soldados que fueron hechos prisioneros y otros nueve mil entre muertos y heridos.
El mar, el submarino británico E14 penetró dos veces en el mar de Mármara. El 21 de julio emprendió una nueva misión y logró cruzar el estrecho pese a que los otomanos habían tendido una red submarina en la zona de menor anchura. Seguidamente lo intentó el submarino francés Mariotte el 27 del mes, pero quedó atrapado en la red, hubo de emerger y fue bombardeado por las baterías costeras; la tripulación optó por hundirlo. El 8 de agosto, el E11 torpedeó el acorazado Barbaros Hayreddin, causando doscientas cincuenta y tres muertes entre la tripulación, y hundió una cañonera, siete transportes y veinte tres veleros.

### Ofensiva de agosto

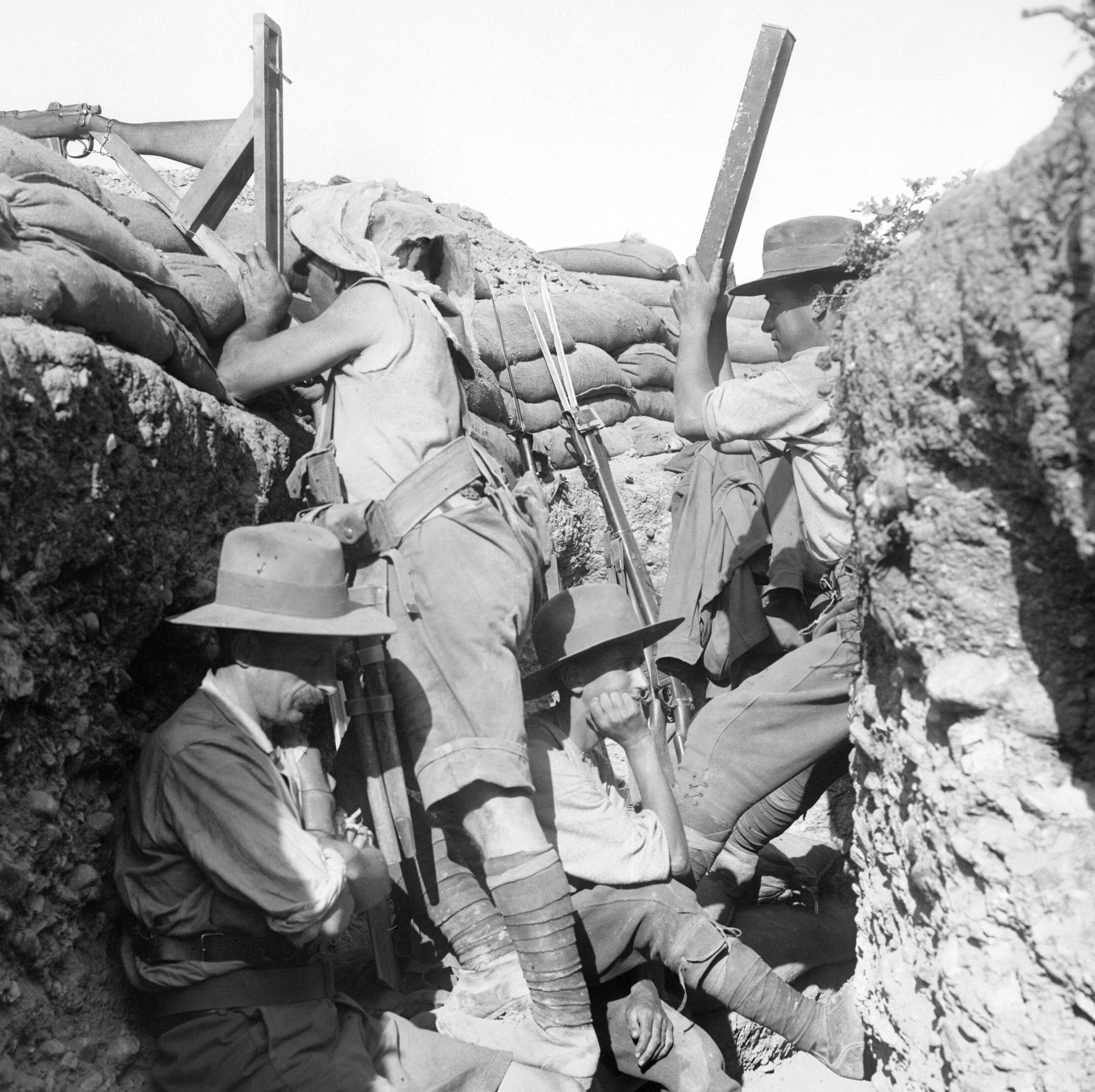
Soldado de la Caballería ligera australiana, con un fusil periscópico en una trinchera.

El que los Aliados no hubiesen podido apoderarse de Krithia o avanzar en el sector de Heles hizo que Hamilton trazase un nuevo plan para conquistar las colinas de Sari Bair (que se plasmó en los combates de la batalla de Sari Bair) y para tomar la colina 971 (que dio lugar a la batalla de Chunuk Bair). Los dos bandos habían recibido refuerzos: las divisiones aliadas habían pasado de cinco a quince y las otomanas, de seis a dieciséis. Los Aliados iban a desembarcar otras dos divisiones de refresco del IX Cuerpo de Ejército británico en Suvla, cinco kilómetros al norte de la cala del Anzac; a esta maniobra le seguiría un ataque a Sari Bair desde el noroeste. Desde la cala del Anzac, otras unidades se encaminarían también hacia las colinas de Sari Bair atravesando terreno áspero, pero con escasas defensas, partiendo del norte de la cala. Para ello, la 3.ª Brigada de Caballería Ligera australiana atacaría a pie Baby 700 desde el Nek al tiempo que la Brigada de Infantería Neozelandesa haría lo propio con la cima de Chunuk Bair, atravesando para ello la cresta del Rododendro, la Cima y la Granja. Los gurkas de la 29.ª Brigada India y los australianos de la 4.ª Brigada de Infantería serían los encargados de asaltar la colina 971. Los Aliados contaban con cuarenta aviones, la mayoría del 3.er Ala británica destinada en Imbros, que había sustituido sus Voisin por Farmans y Nieuport 10; por su parte, la escuadrilla francesa MF98T se había apostado en Ténedos. Los otomanos contaban con veinte aeroplanos, ocho de los cuales estaban en Çanakkale. La aviación aliada se encargó del reconocimiento de las posiciones enemigas, colaboró con la dirección de los bombardeos navales y llevó a cabo bombardeos a baja altura de las tropas enemigas según se acercaban al frente. También atacó a los barcos enemigos de abastecimiento en el golfo de Saros, como en el caso del hundimiento mediante torpedos de un remolcador enemigo por un avión del Ben-my-Chree.

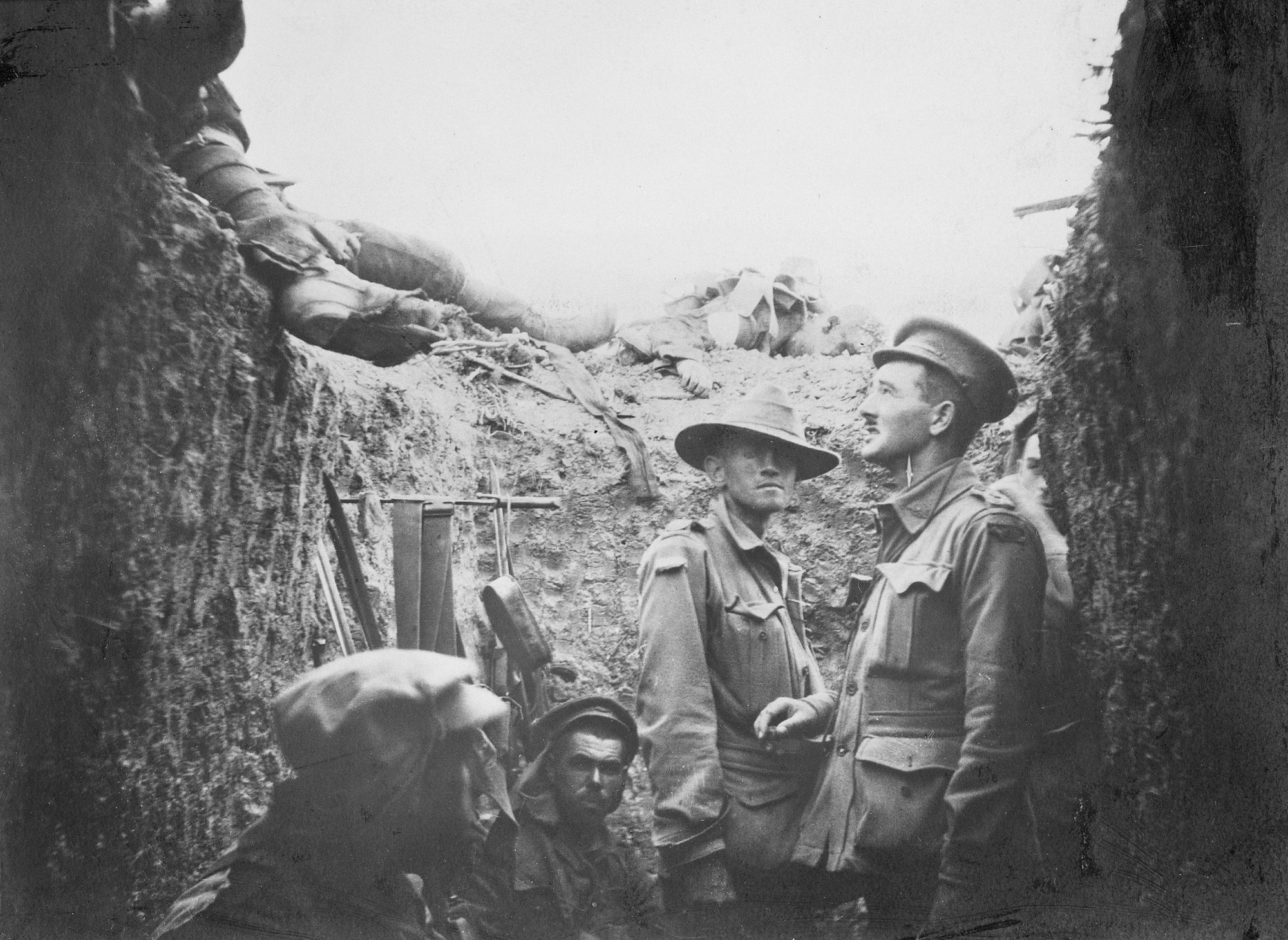
El capitán Leslie Morshead en una trinchera en Lone Pine («Pino Solitario») tras la batalla, observando a los muertos australianos y otomanos tendidos en el parapeto.

El desembarco en la bahía de Suvla se verificó casi sin oposición la noche del 6 de agosto; el jefe británico de la operación, el teniente general Frederick Stopford, había fijado objetivos modestos para el desembarco, y no aprovechó la falta de resistencia enemiga para avanzar más hacia el interior. En consecuencia, los británicos apenas pasaron de las playas. Los otomanos ocuparon los alcores de Anafarta, bloqueando todo avance hacia el interior, encerrando a los británicos en las playas y transformando el desembarco en una nueva guerra de trincheras en la península. Al desembarco le habían acompañado una serie de acometidas para distraer a los otomanos; entre ellas se contó el ataque en el sector de Heles que se denominó batalla del Viñedo de Krithia, que se saldó nuevamente con copiosas bajas y ningún progreso. En la cala del Anzac, se disputó la batalla de Lone Pine, en la que la 1.ª Brigada de Infantería Australiana conquistó la principal línea de trincheras enemigas para a atraer al enemigo, pero los asalto a Chunuk Bair y a la colina 971 fracasaron.
La Brigada de Infantería Neozelandesa se quedó a quinientos metros de la cima de Chunuk Bair la madrugada del 7 de agosto, que conquistó a la mañana siguiente. Ya amanecido, la 3.ª Brigada de Caballería Ligera Australiana acometió un sector del Nek, asalto que debía coincidir con el de los neozelandeses de Chunuk Bair contra la retaguardia enemiga. Pero el bombardeo previo acabó siete minutos antes de lo previsto y alertó a los otomanos, que se aprestaron para repelerlo e infligieron numerosas bajas a los atacantes. El ataque a la colina 971 finalmente no se llevó a cabo porque la 4.ª Brigada de Infantería Australiana y la brigada india encargadas de realizarlo se perdieron durante la noche. En general, los otomanos pudieron desbaratar los embates enemigos sin gran esfuerzo e infligir abundantes bajas. Los neozelandeses se sostuvieron en Chunuk Bair durante dos días, al cabo de los cuales llegó para relevarlos dos batallones del Regimiento de Wiltshire y del Leal del Norte de Lancashire. Los otomanos recobraron la posición mediante un contraataque dirigido por Mustafá Kemal el 10 de agosto. El Batallón de Wellington neozelandés perdió setecientos once de los setecientos sesenta hombres que participaron en la defensa de la colina. La recuperación otomana de Chunuk Bair redujo las posibilidades británicas de obtener la victoria en los combates que se libraban en ese momento en la península.
Las tropas destacadas en la bahía de Suvla recibieron refuerzos: el 7 de agosto llegó la 10.ª División irlandesa; el 8, la 53.ª División galesa; el 10, la 54.ª División de Anglia Oriental; y el 18, la 2.ª División Montada de la reserva. El 12 de agosto, la 54.ª División se lanzó contra Kavak Tepe y Tekke Tepe, a través del llano de Anafarta. El asalto fue un fracaso, lo que llevó a Hamilton a sopesar evacuar Suvla y la cala del Anzac.

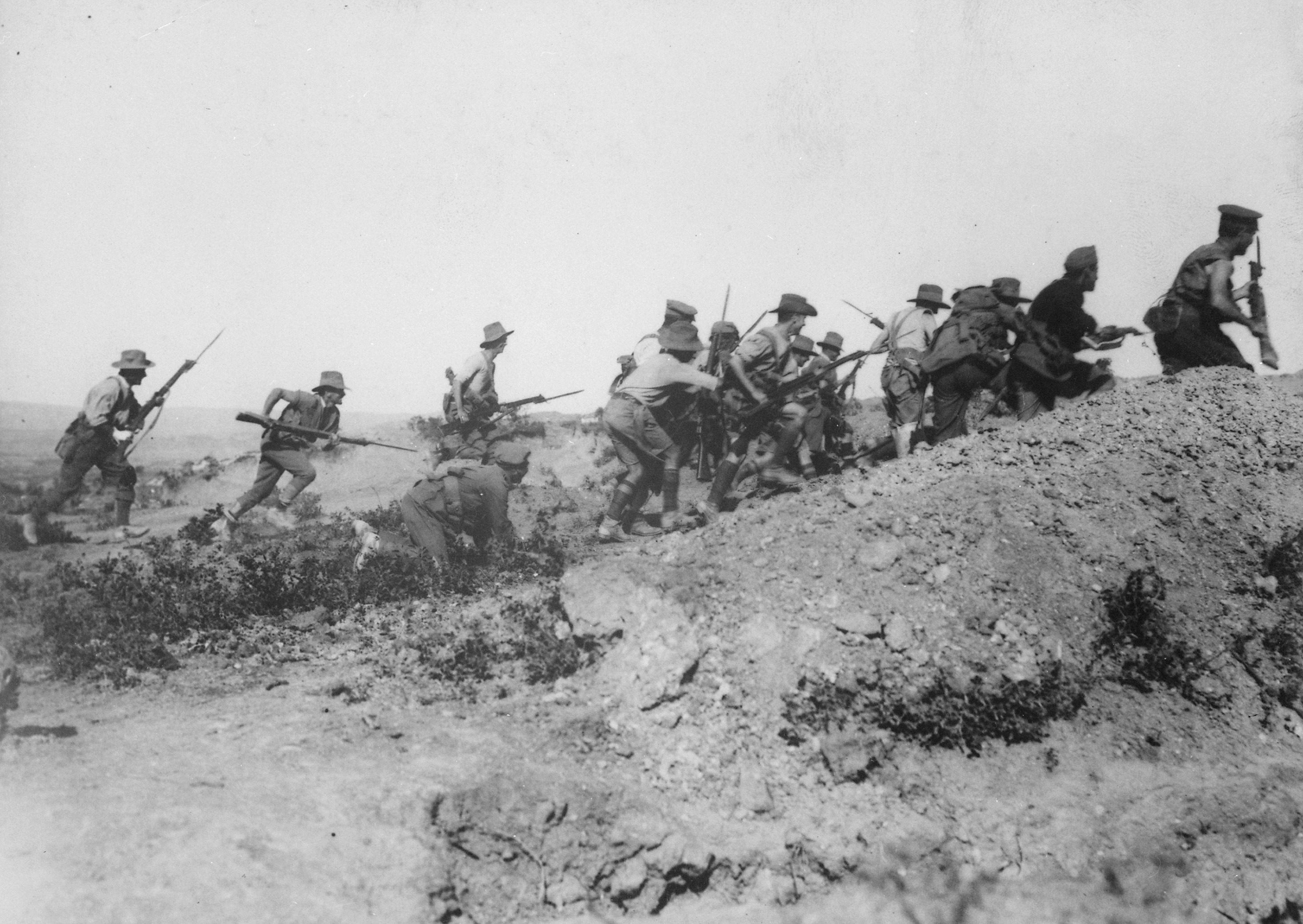
Soldados australianos asaltan una trinchera enemiga poco antes de la evacuación de la cala del Anzac.

Parte de la 2.ª División Australiana arribaron desde Egipto a la cala del Anzar: la 5.ª Brigada de Infantería desembarcó entre el 19 y el 20 de agosto, la 7.ª lo hizo a principios de septiembre. La 29.ª División pasó de Heles a Suvla. Los británicos trataron de avanzar nuevamente el 21 de agosto, atacando la Colina de la Cimitarra y la Colina 60. Si se hubiesen adueñado de las colinas, hubiesen podido formar un frente continuo entre la cala del Anzac y Suvla, pero no lo lograron. El 17 de agosto, Hamilton había solicitado otros noventa y cinco mil soldados, pero el 18 los franceses le habían comunicado a Kitchener un nuevo plan de ofensiva en el frente occidental que debía llevarse a cabo en otoño. En consecuencia, el Comité de los Dardanelos se reunió el 20 de agosto y decidió respaldar al máximo la acometida francesa, por lo que únicamente quedaron veinticinco mil soldados para reforzar las operaciones en los Dardanelos. El 23 de agosto, cuando se conoció la derrota de la Colina de la Cimitarra, Hamilton puso a sus fuerzas a la defensiva, puesto que los búlgaros estaban a punto de entrar en guerra y de permitir que los alemanes suministrasen nuevo armamento a los otomanos; en esta coyuntura, descartó llevar a cabo nuevos ataques. El 20 de septiembre, el Regimiento de Terranova se unió a la 29.ª División en la bahía de Suvla. El 25, Kitchener envió dos divisiones británicas y una francesa a Salónica, acto que marcó el principio del fin de las operaciones en Galípoli.
Alan Moorehead escribió que durante los periodos de calma, un ordenanza otomana colgaba la colada de su pelotón en las alambradas sin que los británicos lo molestasen y que había un tráfico constante de regalos entre los soldados de los dos bandos, que los lanzaban de unas líneas a las otras: los otomanos tiraban dátiles y dulces y los británicos, latas de ternera y cigarrillos. La llegada del verano trajo el calor y este, junto con las malas condiciones higiénicas, permitió que se multiplicasen las moscas, que empeoraron la vida de los soldados. El hedor de los cadáveres putrefactos sin enterrar quitaba el apetito. Por añadidura, los barracones de la tropa estaban mal situados, lo que hacía que fuese complicado hacer llegar las provisiones hasta ellos y que diesen escasa protección a los soldados. Se desató una epidemia de disentería tanto en la cala del Anzac como en Heles. En el bando otomano, las enfermedades también se cobraron numerosas vidas.

### Evacuación
La campaña aliada en Galípoli se estancó tras el fracaso de la ofensiva de agosto. La opinión pública británica comenzó a verse afectada por las victorias otomanas y algunos periodistas como Keith Murdoch o Ellis Ashmead-Bartlett empezaron a criticar la gestión de las operaciones que había hecho Hamilton. Stopford y otros oficiales opuestos a Hamilton atizaron el descontento; el 11 de octubre, el mando aliado se planteó evacuar la zona. Hamilton se opuso por pensar que supondría un baldón para el renombre británico, pero al poco fue sustituido por el teniente general sir Charles Monro. Con la llegada del otoño y luego del invierno, cesó el agobiante calor que había aquejado a la tropa, pero lo reemplazaron las tormentas, las celliscas y las inundaciones, que produjeron muertes por ahogamiento y por congelación y miles de casos de congelamiento de extremidades. La derrota serbia del otoño hizo que Francia y el Reino Unido traspasasen algunas unidades de Galípoli a Macedonia; surgió así el frente macedonio que debía servir para que los restos del ejército serbio reconquistasen la Macedonia serbia.

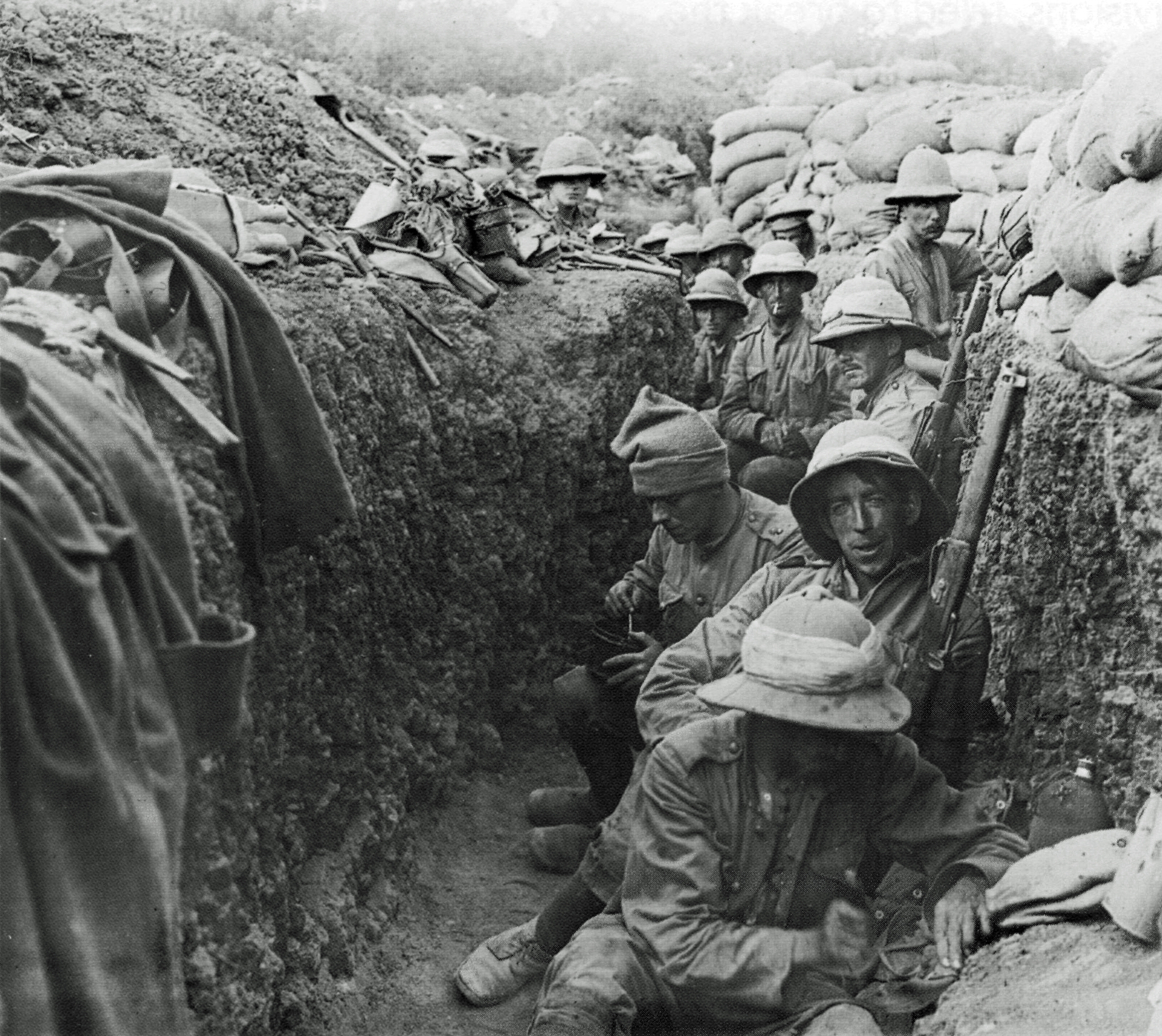
Soldados de los Fusileros Reales Irlandeses en Galípoli en el otoño de 1915.

El 4 de septiembre, el submarino británico E7 quedó atrapado en la red submarina otomana cuando emprendía una nueva misión. Pese a sufrir algunos reveses como este, a mediados de septiembre las redes y minas aliadas habían conseguido bloquear la zona oriental del estrecho a los submarinos alemanes; así, el U-21 no pudo alcanzar Estambul cuando trató de hacerlo el 13 del mes. El primer submarino francés que logró penetrar en el mar de Mármara fue el Turquoise, aunque pronto tuvo que abandonarlo; quedó embarrancado bajo un fuerte otomano en la travesía de vuelta el 30 de octubre y fue capturado intacto por el enemigo. Los veinticinco hombres de la tripulación fueron apresados y los otomanos se hicieron además con documentos que detallaban algunos planes de los Aliados, entre ellos la reunión prevista del E7 con el E20 el 6 de noviembre. En vez de acudir el E7, lo hizo el submarino alemán U-14, que torpedeó al E20; solo nueve de sus tripulantes sobrevivieron al ataque.
La entrada en guerra de Bulgaria junto a los Imperios centrales complicó la situación de los Aliados en Galípoli. Estos habían abierto un nuevo frente en Salónica a principios de octubre con tres divisiones que retiraron de la península otomana; parte de los refuerzos destinados a esta fueron desviados también al nuevo frente griego. Las Potencias Centrales lograron asimismo abrir una ruta directa de abastecimiento entre Alemania y el Imperio otomano a través de Bulgaria por la que los otomanos obtuvieron artillería pesada que les permitió batir las trincheras aliadas en Galípoli, especialmente las de la cala del Anzac, además de aviones modernos y pilotos veteranos. A finales de noviembre, unos aviadores otomanos que pilotaban un Albatros C.I alemán derribaron un avión francés en Gaba Tepe; por las mismas fechas llegaron las unidades de artillería austrohúngara 36. Haubitzbatterie 9. Motormörserbatterie, que aumentaron sustancialmente la capacidad artillera otomana. En consecuencia, Monro aconsejó a Kitchener que se retirasen las tropas de la península; este se hallaba a la sazón de visita de inspección en el Mediterráneo oriental. Kitchener aceptó la sugerencia tras consultar con los jefes del VIII Cuerpo de Ejército destacado en Heles, del IX Cuerpo destinado en Suvla y en la cala del Anzac; el Gobierno respaldó la decisión del mando militar y se decidió que la retirada se llevaría a cabo a comienzos de diciembre.
El mando previó que la operación comportaría gran cantidad de víctimas, dada la cercanía de las líneas enemigas y la dureza del invierno en la región. Sin embargo, la gran tormenta del 26 de noviembre evidenció la imposibilidad de permanecer en la península. La lluvia en Suvla duró tres días y pocos días más tarde, a comienzos de diciembre, la zona sufrió una cellisca. La lluvia inundó las trincheras y arrastró hasta ellas a cadáveres insepultos, además de ahogar a algunos soldados; la nieve que la siguió causó muertes por congelación. Finalmente Suvla y la cala del Anzac se evacuaron a finales de diciembre; los últimos soldados partieron en la madrugada del 20 de diciembre. El número de tropas se había ido reduciendo paulatinamente desde el 7 del mes; para evitar que el enemigo se percatase de ello, se emplearon algunas argucias como el rifle de disparo automático de William Scurry, que disparaba sin intervención humana. En la cala del Anzac, se ordenó a las tropas mantener un silencio total para atraer a los otomanos y disparar a los que se acercaban a inspeccionar las trincheras aliadas, para dar a entender que el silencio no significaba que no hubiese soldados en las defensas. En el Nek, los Aliados volaron una mina, que mató a setenta soldados enemigos. Los australianos no sufrieron bajas en la operación de embarque la última noche de la operación, pero tuvieron que abandonar gran cantidad de armamento y abastos, de los que luego se apoderaron los otomanos.

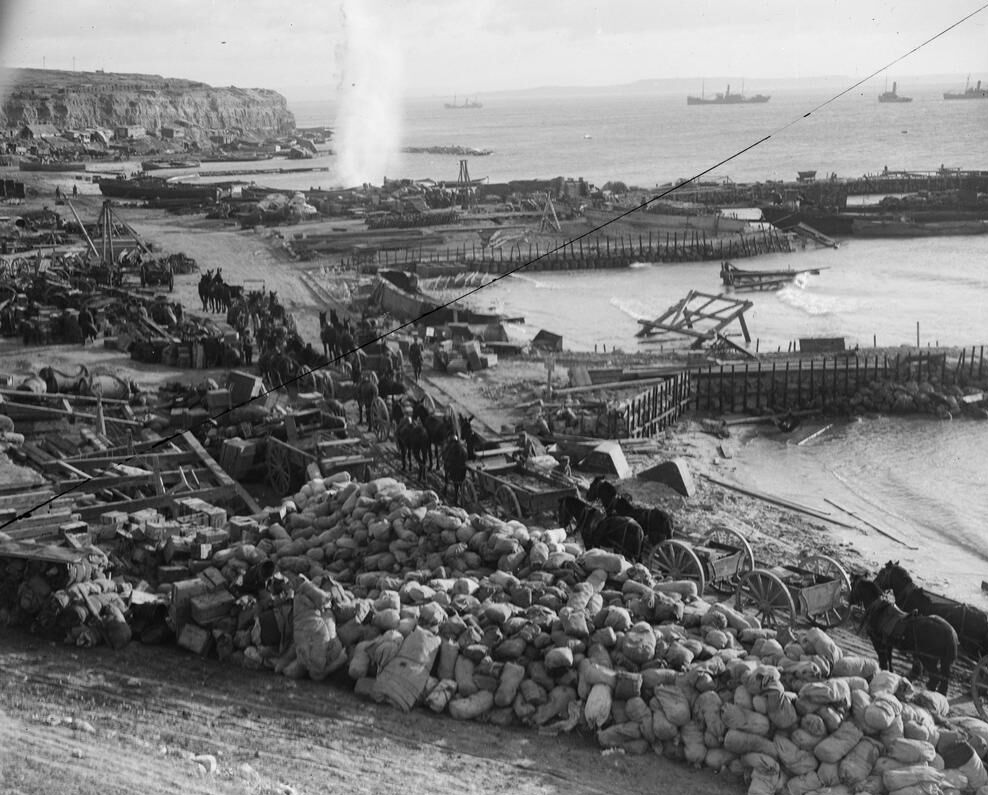
Vista de la playa W, en el cabo Heles, el 7 de enero de 1916, justo antes de la evacuación aliada.

Las posiciones en el cabo Heles se conservaron algunos días más, pero el 28 de diciembre se decidió que también se evacuasen. A diferencia de lo que había sucedido en la cala del Anzac, en Heles los otomanos vigilaban toda señal de retirada enemiga. Von Sanders había recibido refuerzos y material, que empleó en asaltar las posiciones británicas en el alto de Gully el 7 de enero de 1916 con artillería e infantería; la acometida, sin embargo, fue desbaratada y costó abundantes bajas a los atacantes. Es misma noche los británicos se replegaron a las playas, protegidos por minas con temporizadores y por la artillería naval, y empezaron a embarcar desde los muelles que se habían improvisado para ello. Los últimos soldados abandonaron la playa de  Lancashire hacia las cuatro de la mañana del 8 de enero. La retaguardia que protegía el embarque, el Regimiento de Terranova, parte del Batallón de Plymouth y la Real Infantería Ligera de Marina, se retiró al día siguiente.
Aunque los mandos habían contado con sufrir hasta treinta mil bajas, la operación permitió rescatar 35 268 soldados, 3689 caballos y mulas, 127 cañones, 328 vehículos diversos y 1600 toneladas de material; otras 508 mulas que no se pudieron embarcar fueron sacrificadas para que no las utilizase el enemigo y 1590 vehículos fueron abandonados también, con las ruedas aplastadas. Los Aliados tuvieron que abandonar, empero, gran cantidad de material, entre el que se contaron quince cañones británicos y seis franceses, que fueron inutilizados, armones y munición diversa; como habían hecho con las mulas, también sacrificaron varios cientos de caballos. Un marinero murió al explotar un almacén de munición y en la retirada se perdieron también una gabarra y una lancha. Al amanecer del día 8, los otomanos volvieron a ocupar la zona del cabo. Pocos días antes de la evacuación, había llegado a la península una escuadrilla germano-otomana; tres de sus Fokker ''Eindeckers'' derribaron el 10 de enero los dos primeros aviones que los británicos perdieron en la campaña.

## Consecuencias

### Consecuencias militares
Los británicos tuvieron aproximadamente unas 250 000 bajas, incluyendo los australianos y neozelandeses de las tropas ANZAC. Los franceses sufrieron cerca de 50 000 bajas. Por su parte, el Imperio otomano soportó 250 000 bajas.
Los historiadores no concuerdan sobre el resultado de la campaña. Broadbent la describe como una lucha reñida que concluyó con la derrota aliada; Carlyon por el contrario cree que acabó en empate. Peter Hart piensa que los otomanos frustraron los planes aliados con bastante facilidad, y Haythornthwaite afirma que la campaña fue un desastre para los Aliados, si bien infligieron grandes estragos al enemigo. En aquel momento, los Aliados estaban en mejor situación para reponer las pérdidas que los otomanos, pero no pudieron alcanzar el objetivo original de atravesar los Dardanelos. Aunque ciertamente el ataque aliado detrajo tropas enemigas de otros frentes del Oriente Próximo, también consumió recursos aliados que podían haberse empleado en el frente occidental, y les costó abundantes bajas.
La campaña aliada tuvo objetivos poco claros, fue mal planeada, careció de la necesaria artillería, tuvo soldados bisoños, mapas incorrectos y escasa información, sus mandos pecaron de soberbia, no tuvieron el equipo adecuado para alcanzar sus metas y sufrieron deficiencias logísticas y tácticas en todos los ámbitos. La geografía también tuvo notable influencia en la campaña. Si los Aliados carecían de buenos mapas y de información adecuada y no pudieron aprovechar el terreno en su favor, los mandos otomanos sí que lo hicieron y, merced a su control de la zona alta de la península, pudieron cercar al enemigo en las playas e impedir que penetrasen en ellas. No hay acuerdo sobre que la campaña fuese necesaria, y fue muy criticada tras su fracaso. Además, fue notoria la diferencia entre los estrategas militares que otorgaban prioridad al frente occidental y los que pensaban que la guerra se ganaría venciendo a los aliados más débiles de Alemania en el este de Europa.
Las actividades submarinas británicas y francesas en el mar de Mármara fueron uno de los aspectos más exitosos de la campaña, ya que impidieron al enemigo utilizar el mar como medio de abastecimiento de la península. Entre abril y diciembre de 1915, nueve submarinos británicos y cuatro franceses acometieron quince misiones en las que hundieron un acorazado, un destructor, cinco cañoneros, once transportes de tropas, cuarenta y cuatro naves de abastos y ciento cuarenta y ocho veleros; perdieron en ellas ocho de los submarinos, hundidos bien en los Dardanelos o en el mar de Mármara. Durante toda la campaña, los británicos lograron tener en todo momento al menos un submarino en el mar de Mármara, en algunos momentos incluso dos; en octubre de 1915, los Aliados contaban con cuatro en la zona. El E2, el último submarino británico que operaba en la zona, la abandonó el 2 de enero de 1916. Tras la evacuación de Heles, los Aliados mantuvieron cuatro submarinos de clase E y cinco de clase B en el Mediterráneo. Para entonces la Armada otomana había sido expulsada de la región y la marina mercante del imperio había tenido que limitar grandemente sus operaciones. Según el historial oficial alemán de las operaciones navales, el almirante Eberhard von Mantey, si los Aliados hubiesen cercenado completamente las rutas navales, el 5.º Ejército otomano probablemente hubiese sido vencido. La campaña aliada, aunque no lo logró, sí que supuso una amenaza constante al tráfico marítimo otomano, infligió graves pérdidas a la marina enemiga, desbarató los intentos de reforzar la península por mar y permitió batir desde el mar los ferrocarriles y las concentraciones de tropas imperiales.
La campaña de Galípoli supuso el fin de la carrera militar de Hamilton y Stopford; Hunter-Weston, por el contrario, obtuvo luego el VIII Cuerpo de Ejército el primer día de la batalla del Somme. Los generales de brigada australianos John Monash (4.ª Brigada de Infantería) y Harry Chauvel (1.ª Brigada de Caballería Ligera de la División Australiano-neozenlandesa), por el contrario, fueron considerados competentes y obtuvieron mandos de divisiones y cuerpos de ejércitos. La influencia de Kitchener menguó tras el establecimiento de coalición en mayo de 1915, en parte por el fracaso de la expedición de los Dardanelos y llegó a su mínimo en diciembre de ese mismo año, cuando el Consejo de Ministros insistió en colaborar con los franceses en Salónica pese a la oposición del general. La campaña convenció a los otomanos de poder vencer al enemigo. En Mesopotamia, estos cercaron a las tropas británicas en Kut al-Imara y les obligaron a rendirse en abril de 1916. En el sur de Palestina, unidades otomanas se aprestaron para atacar el canal de Suez y Egipto. La acometida, sin embargo, acabó en fracaso, palmario en la derrota en la batalla de Romani, que se debió a la falta de material para completar el ferrocarril que debía emplearse en la ofensiva. El optimismo otomano que había suscitado la victoria en Galípoli se trocó en desesperación creciente, al tiempo que los británicos mantenían la iniciativa en Oriente Próximo, que conservaron hasta el final de la guerra.

#### Reino Unido de Gran Bretaña e Irlanda
Las pérdidas en buques y el fracaso de la operación se llevaron por delante en forma de dimisión a su principal promotor, Winston Churchill, por entonces Primer Lord del Almirantazgo, regresando al servicio activo en el Ejército británico, su relación de amistad con el almirante John Arbuthnot Fisher se quebrantó y este se retiró del servicio activo.
Según Churchill, en su historia de la guerra:

(...) hubo un cúmulo de terribles suposiciones.
Winston Churchill.

Hasta el desembarco de Normandía en 1944, debido al enorme número de bajas, se generó entre los mandos del Ejército británico una enorme reticencia a desembarcar en playas controladas por el enemigo, a veces conocida como «síndrome de Galípoli».

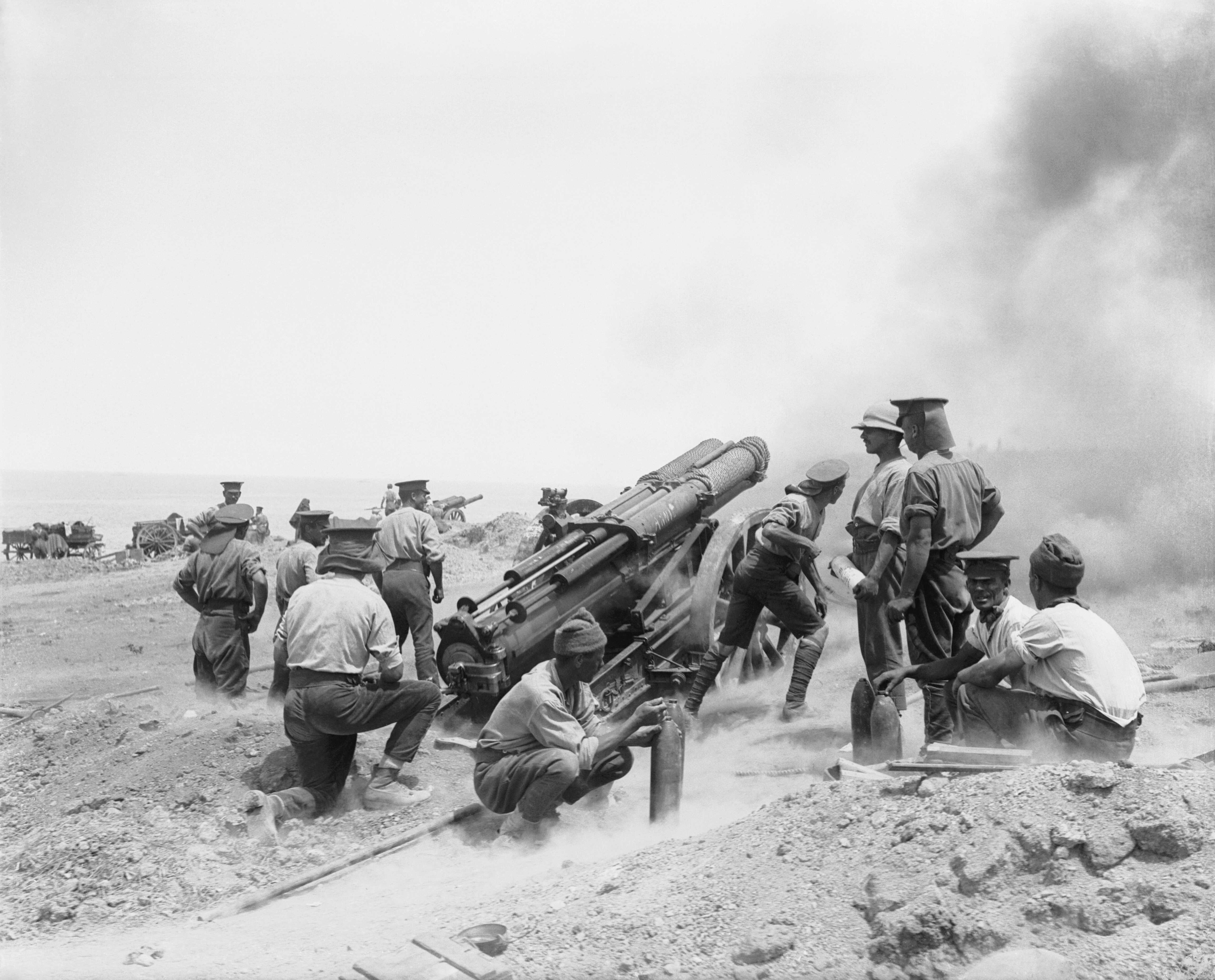
Pieza de artillería británica en Helles (Galípoli), junio de 1915.

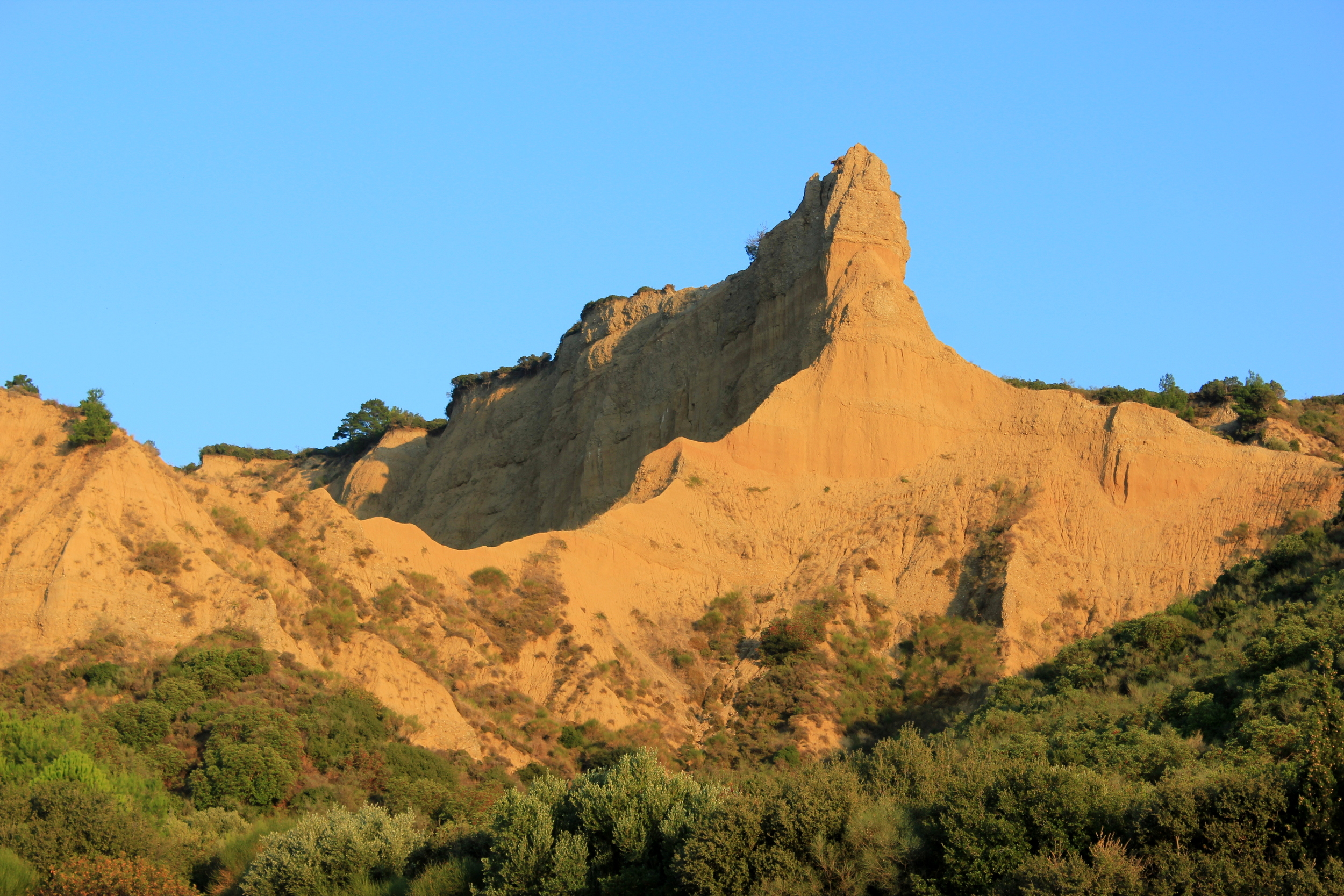
La «esfinge», uno de los accidentes del terreno más conocidos de la zona donde se libraron los combates.

### Consecuencias políticas
Las repercusiones de la campaña en la política británica habían comenzado ya antes de que terminase: Fisher dimitió en mayo tras una agria disputa con Churchill. El disgusto de los conservadores al enterarse de que Churchill mantendría su cargo llevó a la dimisión del primer ministro liberal H. H. Asquith; el Gobierno liberal dio paso a uno de coalición con los conservadores. El revuelo y la sospecha de incompetencia que causaron las derrotas de Galípoli y Kut hicieron que el Gobierno de Asquith estableciese unas comisiones para investigarlas. La Comisión de los Dardanelos presentó su primer informe sobre la campaña homónima en 1917 y el definitivo, en 1919. El fracaso de la expedición supuso el fin de la carrera militar de su jefe, que fue destituido en octubre de 1915. Churchill fue destituido del cargo de primer lord del Almirantazgo por imposición de los conservadores, que lo exigieron para formar el gabinete de coalición, si bien permaneció en el Gobierno con el cargo, en realidad sinecura, de canciller del Ducado de Lancaster. Dimitió en noviembre de 1915 y marchó al frente occidental, donde tomó el mando de un batallón de infantería de los Fusileros Reales Escoceses a principios de 1916.
A Asquith se le acusó de ser parcialmente culpable del descalabro de Galípoli y de otras derrotas, y perdió la presidencia del Gobierno en diciembre de 1916, cuando David Lloyd George propuso la formación de una junta de guerra que presidiría, plan que los conservadores del gabinete insistieron en poner en práctica, amenazando con dimitir si se desechaba. Lloyd George and then Asquith fueron incapaces de ponerse de acuerdo, así que el segundo dimitió y el primero ocupó su puesto al frente del Gobierno. Lloyd George formó un nuevo Consejo de Ministros que no incluyó a Churchill, pese a que este había retomado la actividad política en la Cámara de los Comunes en junio de ese año, puesto que los conservadores insistieron en que no se integrase en él. Finalmente ingresó en él el verano siguiente, en calidad de ministro de Municiones, aunque no formó parte del gabinete de guerra. El informe final de 1919 de la comisión de investigación concluyó que, dadas las fuerzas que se habían designado a la campaña de los Dardanelos, la única posibilidad de vencer hubiese dependido de que el Gobierno le hubiese dado prioridad frente a las operaciones en Francia y Bélgica. La comisión afirmó que Hamilton había sido demasiado optimista sobre las posibilidades de la operación y había complicado la tarea de Stopford en agosto de 1915. Hamilton salió mejor parado de la investigación de lo que debería gracias a que influyó en los testigos y obtuvo información de la marcha de la investigación; sin embargo, no volvió a obtener mando alguno.

#### Inicio del ascenso de Atatürk

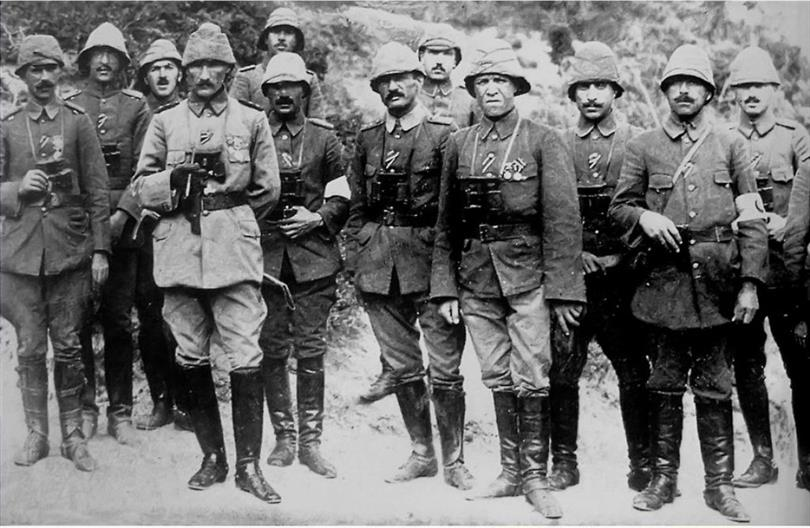
Mustafá Kemal Ataturk, futuro presidente de Turquía, como comandante de la 19.ª División otomana en 1915.

El general otomano Mustafa Kemal (conocido posteriormente como Atatürk y que, a la postre, sería el primer presidente de la República de Turquía) desempeñó un papel primordial en esta batalla. El Imperio otomano entró en la Primera Guerra Mundial del lado del Imperio alemán y del Imperio austrohúngaro. Kemal es destinado a Rodosto (hoy Tekirdağ), a orillas del mar de Mármara. La zona a su mando incluía la península de Galípoli. Allí, al frente de la 19.ª División, tuvo una destacada actuación en las batallas de marzo y agosto de 1915 (esta última, en Sari Bair) defendiendo la zona contra el desembarco aliado de tropas británicas, francesas y del ANZAC (Australian and New Zealand Army Corps). En esas batallas labró su fama como brillante jefe militar y se convirtió en héroe nacional, otorgándosele el título de Pachá (comandante).

#### Unidad australiana
Para Australia, Galípoli marcó el nacimiento de su unificación como nación. Se decía que los soldados australianos fueron allí como representantes de seis estados separados y regresaron como miembros de una sola nación.

#### Caída del zar ruso
La derrota produjo amplias repercusiones, ligadas a la Revolución rusa por la incapacidad de los aliados de abastecer al Imperio ruso por mar. Esto generaría hambruna y descontento que culminarían con la caída del zar Nicolás II de Rusia.

### Bajas
| País            | Muertos | Heridos | Desaparecidos y prisioneros | Total   |
| --------------- | ------- | ------- | --------------------------- | ------- |
| Imperio otomano | 56 643  | 97 007  | 11 178                      | 164 828 |
| Reino Unido     | 34 072  | 78 520  | 7654                        | 120 246 |
| Francia         | 9798    | 17 371  | —                           | 27 169  |
| Australia       | 8709    | 19 441  | —                           | 28 150  |
| Nueva Zelanda   | 2721    | 4752    | —                           | 7473    |
| India           | 1358    | 3421    | —                           | 4779    |
| Terranova       | 49      | 93      | —                           | 142     |
| Total (Aliados) | 56 707  | 123 598 | 7654                        | 187 959 |

Las fuentes no concuerdan en el número de bajas que los dos bandos sufrieron en la campaña; según Edward J. Erickson (2001), en total más de cien mil hombres murieron en las operaciones, de ellos entre cincuenta y seis mil y sesenta y ocho mil otomanos y unos cincuenta y tres mil británicos y franceses. Utilizando los datos obtenidos de los archivos otomanos, Erickson calculó que las bajas otomanas fueron: 56 643 muertos, 97 007 heridos y 11 178 desaparecidos o hechos prisioneros por el enemigo. En el 2000, McGibbon afirmó que 2721 neozelandeses habían perecido en la península, un cuarto de los que habían participado en la campaña. En el 2001, Carlyon indicó que los británicos en conjunto habían perdido, entre muertos y desaparecidos, 43 000 hombres, de los que 8709 era australianos. En total hubo en torno a medio millón de bajas en la campaña en la península; la historia oficial británica de ellas 205 000 fueron británicas —incluyendo a los enfermos, 47 000 francesas y 251 000 otomanas (algunas fuentes turcas, sin embargo, aumentan la cifra de pérdidas otomanas hasta las 350 000). No hay acuerdo en cuanto a las bajas otomanas: en 2001, Travers afirmó que los otomanos habían perdido 2160 oficiales y 287 000 soldados, entre ellos 87 000 muertos. La historia oficial neozelandesa calcula que las bajas otomanas fueron 251 000, de ellas 86 692 muertos. Von Sanders calculó que los otomanos habían perdido 218 000 hombres, de ellos 66 000 muertos, pero que 42 000 de los heridos pudieron volver a combatir.

#### Enfermedades
Las condiciones insalubres en las que vivían los soldados hicieron que muchos enfermasen, sobre todo de tifus, disentería y diarrea. La historia oficial británica de la campaña calcula que noventa mil soldados británicos de todo el imperio y veinte mil franceses fueron evacuados por caer enfermos durante la campaña. En total, cayeron enfermos 145 154 británicos, además de los provenientes de la India y de los dominios imperiales; de ellos 3778 perecieron, sin contar los que lo hicieron tras ser evacuados. Los enfermos eran enviados a hospitales egipcios y malteses lo más rápido posible, puesto que las bases de la zona no podían atenderlos. Aproximadamente el 2,84 % de los hombres evacuados que no lo fueron por combates fallecieron, porcentaje mayor que en Francia y en Flandes, donde solo era el 0,91 %: las bajas por enfermedad eran mucho menores en el frente occidental que en el de Galípoli. Cecil Aspinall-Oglander, el historiador británico oficial de la campaña, indicó que los otomanos, por su parte, tuvieron que evacuar a 64 440 enfermos. El mal principal que aquejó a los británicos fue la disentería, por la que fueron ingresados 29 728 soldados; la diarrea aquejó a 10 383. Otra dolencia habitual era la congelación de miembros, por la que fueron hospitalizados 6602 soldados; la gonorrea, con 1774 casos; y la fiebre reumática, con 6556.
Además de los piojos, una de las plagas más comunes y molestas eran las moscas.

(...) eran las moscas. Había millones y millones. Un sector entero de la trinchera era una enorme masa negra. Cualquier cosa que se te ocurriera abrir, una lata de carne, se llenaba inmediatamente de moscas. Si tenías un poco de suerte de obtener una lata de mermelada y la abrías, se abalanzaban sobre ella. Se arremolinaban alrededor de tu boca y cualquier herida que hubieses sufrido se infectaba irremediablemente. Era una maldición.
Harold Boughton, soldado.

Los otomanos acusaron a los Aliados de haber bombardeados sus hospitales y haber atacado sus barcos-hospital durante la campaña, hasta septiembre de 1915. Hasta julio de ese año, los otomanos habían construido veinticinco hospitales con diez mil setecientas camas y contaban con tres buques-hospital en la zona. El Gobierno francés negó las acusaciones ante la Cruz Roja y el británico afirmó que, si eran ciertas, los ataques habían sido accidentales. Rusia, por su parte, acusó al imperio de haber acometido a dos de sus barcos-hospital, el Portugal y el Vperiod, aunque el Gobierno otomano replicó que ambos buques simplemente habían chocado con minas. Ninguno de los dos bandos empleó armamento químico en la campaña, si bien los Aliados sopesaron constantemente hacerlo y enviaron gas a la región, que terminó utilizándose contra el enemigo dos años más tarde, en la segunda  y tercera batallas de Gaza de 1917.

## Desarrollo

Tropas francesas en Moudros, isla de Lemnos, en 1915.

En la expedición terrestre contra Galípoli del 25 de abril de 1915 desembarcaron unos 75 000 soldados aliados, pero el efecto sorpresa se perdió debido a la indecisión e inexperiencia de los mandos superiores aliados, al no hacer avanzar a las tropas hasta las alturas que controlaban las playas, y dejando tiempo a las defensas otomanas para fortalecerse. Los primeros logros aliados se perdieron y las fuerzas británicas, francesas, australianas y neozelandesas se vieron atrapadas en el cabo Helles, entre el mar y las colinas en manos del Imperio otomano. Las defensas otomanas, bajo el mando del general alemán Otto Liman von Sanders, fueron hábilmente explotadas.
En el cabo de la península de Galípoli, las ametralladoras otomanas causaron enormes bajas a las tropas británicas que habían desembarcado desde el barco de vapor River Clyde. Inicialmente, los soldados británicos desembarcaron sin encontrar resistencia enemiga, pero los comandantes de campo no tuvieron idea de cómo reaccionar y no mostraron iniciativa. Las tropas británicas consiguieron instalar una cabeza de puente, pero no lograron tomar las áreas más elevadas. En puntos más adelante de la costa, las tropas ANZAC desembarcaron por error en un área que posteriormente se denominaría Cueva de Anzac. Tampoco encontraron resistencia, pero su avance era demasiado lento hacia las alturas. Antes de que las ANZAC hubieran alcanzado la cresta, un coronel otomano, Mustafa Kemal, se percató de la posición y envió refuerzos inmediatamente a las cumbres.
Desde esa fecha de abril hasta el fin de la evacuación de las tropas, en enero de 1916, las tropas aliadas se vieron copadas en las playas entre el calor, la masificación, la necesidad de recibir por las playas hasta el agua misma, las ofensivas frustradas y los francotiradores otomanos.
Los supervivientes fueron evacuados de manera exitosa utilizando el engaño a partir de diciembre de 1915.

### Problemas en el lado británico
Muchos de los soldados de las tropas del Imperio británico no habían participado en batalla anteriormente. Tanto los reclutas australianos como neozelandeses carecían de experiencia bélica, siendo esta su primera batalla. Los soldados aliados se encontraban lejos de sus hogares en un territorio totalmente desconocido para ellos, con una extraña mezcla de jóvenes provenientes de Australia y Nueva Zelanda luchando contra veteranos soldados otomanos de Anatolia.
A pesar de su inferioridad numérica, los otomanos lanzaban contraataques que impedían el progreso de las tropas aliadas. Cuando en agosto se efectuó el segundo desembarco más al norte en la bahía de Suvla, el general Stopford dudó en sacar provecho de la iniciativa y de la sorpresa de los otomanos. Así, el segundo desembarco resultó en un sangriento punto muerto.
Los hombres sufrían un ardiente verano con escasez de agua, lo que provocó una epidemia de disentería.
Entre la playa y la base más cercana, Alejandría, había más de mil kilómetros de distancia. Esta lejanía dificultaba gravemente el abastecimiento de las tropas, incluso para las necesidades más elementales.

## Fallecimientos notorios
- Henry Moseley: físico y químico británico. Murió el 10 de agosto de 1915 en Galípoli al ser alcanzado por un francotirador mientras telegrafiaba una orden.
- Rupert Brooke: poeta británico. Fallecido por septicemia por picadura de un insecto en un buque francés, el 23 de abril de 1915.